# Algirdas
Algirdas (in latino Olgerdus, in bielorusso Альгерд?, Aĺhierd, in polacco Olgierd; 1296 circa – Vilnius, 24 maggio 1377) fu granduca di Lituania dal 1345 al 1377, anno della sua morte.
Figlio dell'influente granduca Gediminas (r. 1316-1341), Algirdas compare nelle fonti storiche nel 1320, quando sposò Maria di Vicebsk. Una volta morto Gediminas il Granducato fu ereditato da Jaunutis, dimostratosi incapace di governare e di contenere le aspirazioni di suo fratello maggiore Algirdas. Con la collaborazione di un secondo fratello, Kęstutis, con cui aveva una forte intesa, Algirdas salì al potere nel 1345 destituendo il suo predecessore. Da quel momento forgiò una sorta di duumvirato con Kęstutis, assegnando a quest'ultimo la gestione dei confini occidentali dello Stato, mentre tenne per sé il controllo delle frontiere orientali.
Intenzionato innanzitutto a espandersi, mise in atto una serie di efficaci campagne contro l'Orda d'Oro e alcune città situate nell'odierna Russia. Le conquiste compiute lo posero a capo di un vasto dominio che, come mai prima di allora, si estendeva dal Mar Baltico al Mar Nero o quasi. Rimasto vedovo, sposò nel 1350 circa Uliana di Tver', parente del sovrano della Moscovia Simeone, alla guida di un'altra potenza dell'Europa orientale. Ciò non appianò le divergenze tra i due popoli, sfociate in un aperto conflitto tra il 1368 e il 1372, la guerra lituano-moscovita, conclusasi con scarsi risultati per la Lituania. La lotta contro la Moscovia per il predominio sulla vecchia Rus' si estese al campo religioso, con Algirdas che, nel 1354, fu in grado di convincere il patriarca di Costantinopoli a prolungare l'esistenza di una metropolia autonoma nelle terre lituane. Nel 1374, inoltre, la Chiesa bizantina accolse la richiesta di Algirdas di elevare come metropolita un chierico da lui benvisto.
Anche se si concentrò perlopiù sulle vicende che interessavano la parte orientale della Lituania, ciò non gli impedì di assistere suo fratello nelle lotte che questi portò avanti a occidente, con alterne fortune, nei confronti degli ordini religiosi cavallereschi, intenzionati a sottomettere l'ultimo Stato pagano europeo. Come suo padre, Algirdas abbracciò la politica del «bilanciamento dinamico», nata allo scopo di compiacere la Chiesa cattolica e quella ortodossa avanzando delle false e vaghe promesse di conversione, mai concretizzatesi. Tra il 1360 e il 1370, la contesa sorta con la Polonia per la supremazia sulla Volinia raggiunse il suo apice, e le varie campagne belliche intraprese sfinirono notevolmente i lituani. Malgrado tutto, i baltici riuscirono a riprendere possesso della Volinia nel 1376, scacciando le truppe nemiche. L'anno successivo Algirdas morì e gli subentrò suo figlio Jogaila. Benché si discuta sulla possibilità che Algirdas avesse abbandonato le antiche credenze aderendo alla fede ortodossa, è certo che il suo funerale si svolse secondo i riti pagani tipici della mitologia lituana.
Alla morte di Algirdas, la Lituania appariva considerevolmente più estesa rispetto ai decenni passati e godeva di un peso internazionale maggiore in Europa orientale. Se da una parte avevano funzionato politiche interne quali la tolleranza religiosa e le iniziative commerciali volte a promuovere l'arrivo di cittadini di ogni etnia, dall'altra i numerosi conflitti avevano logorato il Granducato, impegnandolo a combattere su fronti troppo distanti tra di loro.

## Biografia

### Gioventù

#### Primi anni (1296 circa-1341)

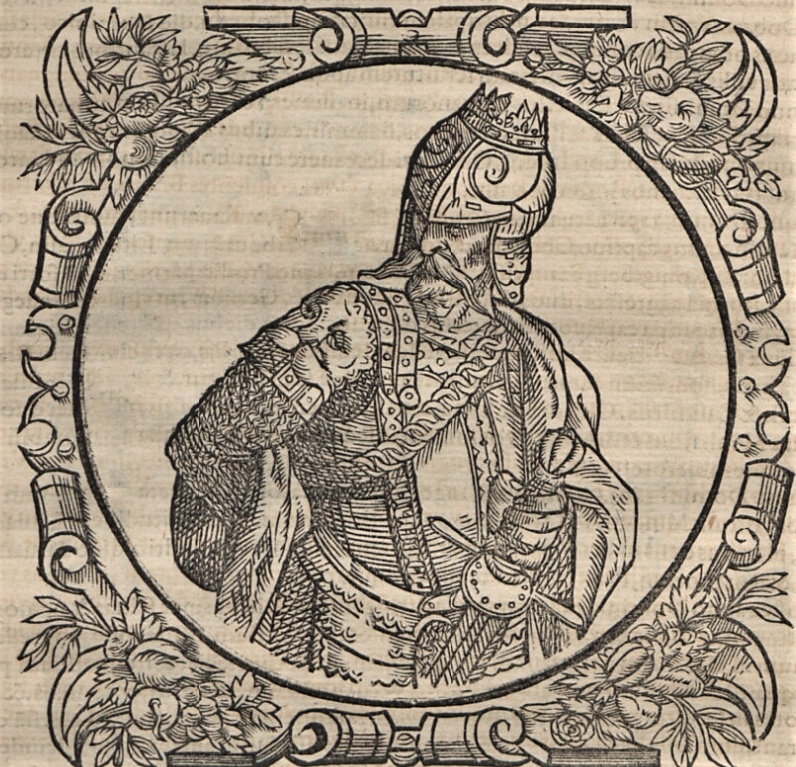
Raffigurazione di Gediminas tratta dalle cronache di Alessandro Guagnini pubblicate nel 1578. Padre di Algirdas, fu granduca di Lituania dal 1316 al 1341

Nato nel 1296 circa, Algirdas era uno dei sette figli maschi del granduca Gediminas, al potere in Lituania dal 1316. Dopo il 1318 e comunque prima del 1320, Algirdas sposò l'unica figlia sopravvissuta del principe di Vicebsk, Maria, ereditando da quel momento il titolo del suocero mentre la città passava sotto il controllo della Lituania.
Suo padre ricoprì il ruolo di sovrano per più di venticinque anni e riuscì a rendere la Lituania uno Stato centralizzato e territorialmente molto vasto, se si tiene conto del fatto che il Granducato inglobava territori oggi compresi nei confini della Lituania, della Bielorussia, della Russia e dell'Ucraina. Nella speranza di poter preservare quanto conquistato, in punto di morte Gediminas affidò la gestione delle varie regioni del Granducato ai suoi numerosi figli, con Algirdas che ricevette, oltre a Vicebsk, l'amministrazione di Krėva.

#### Governo di Jaunutis (1341-1345)
Quale suo successore come granduca, Gediminas, perito nel 1341, indicò Jaunutis, malgrado non fosse il primogenito. Le ragioni alla base della scelta non sono note con certezza, sebbene alcuni studiosi abbiano ipotizzato che la nomina sia stata giustificata dal fatto che fosse il primo figlio dell'ultima moglie del sovrano. È plausibile pure che i due fratelli maggiori Narimantas e Algirdas furono scartati perché il padre temeva che potessero scoppiare dei dissidi tra i due. Considerata la grande fatica con cui Gediminas era riuscito a stabilizzare e rafforzare il Granducato, è lecito dedurre che egli volesse scongiurare lo scoppio di un conflitto che avrebbe potuto logorare lo Stato. Si è infine suggerito che si sarebbe trattato verosimilmente di un compromesso, poiché alcuni dei fratelli di Jaunutis avevano scelto come lui di perseguire la stessa decisione del padre e di rimanere fedeli al paganesimo (ad esempio Algirdas e Kęstutis), mentre altri, malvisti a seguito delle loro conversioni, avevano deciso di abbracciare la religione ortodossa (Narimantas, Karijotas e Liubartas).

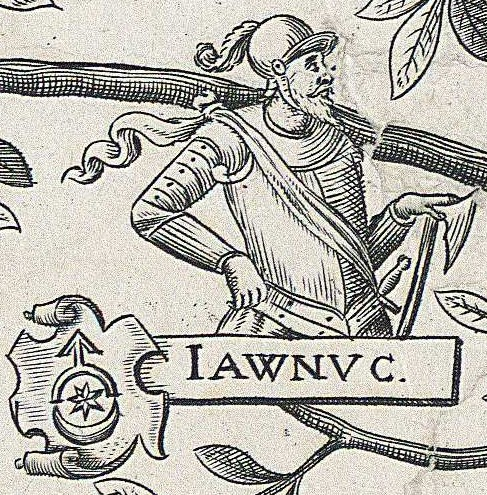
Ritratto immaginario di Jaunutis del 1675. Fratello di Algirdas, fu granduca di Lituania dal 1341 al 1345

Quando Jaunutis salì al potere preferì seguire una politica pacifica in campo estero, venendo favorito dal momento di crisi che stavano vivendo i Cavalieri teutonici, acerrimi nemici del Granducato, e il loro Gran maestro Ludolf König. I suoi fratelli, al contrario, erano decisamente più bellicosi: si spiega così perché Algirdas attaccò Možajsk nel 1341 e poi prestò soccorso nel 1342 a Pskov quando questa città fu attaccata dall'Ordine di Livonia, un altro ordine religioso cavalleresco attivo nell'Europa orientale e impegnato nella crociata lituana. Tuttavia, approfittando delle debolezze dei teutonici e dei livoniani, Algirdas e Kęstutis compirono un'ampia campagna che colpì varie aree della Livonia meridionale (grosso modo l'odierna Lettonia), spingendosi fino a est di Riga. Non è chiaro se il granduca Jaunutis avesse prestato il proprio tacito consenso o se, semplicemente, non fosse stato materialmente in grado di far desistere i suoi fratelli dal loro intento.
La situazione cambiò nel 1343 o nel 1344, quando l'Ordine teutonico, forte della proclamazione di una crociata, convinse vari sovrani dell'Europa occidentale a combattere contro la Lituania pagana per vendicare le incursioni subite negli anni precedenti. La chiamata alle armi si rivelò però un fiasco, considerando che non solo l'attacco crociato indirizzato contro la città di Veliuona si rivelò di scarso effetto, ma che i teutonici dovettero abbandonare l'offensiva quando seppero che Algirdas stava razziando con successo, ancora una volta, la Livonia. Nel frattempo, a sud Algirdas agì nuovamente senza consultare Jaunutis e prestò assistenza al fratello Liubartas, principe di Volinia e impegnato nelle guerre di Galizia-Volinia. Alla fine, nella seconda metà del 1344, la Lituania rappresentata di fatto da Algirdas e Kęstutis raggiunse un accordo con la Polonia e i crociati, ponendo termine temporaneamente alle ostilità. Le campagne lituane erano seguite con grande attenzione dalla rivale Moscovia, sebbene non si giungesse a uno scontro armato tra le due; Mosca infatti aveva preferito convincere varie città a cambiare schieramento e a rinnegare i baltici, come nel caso di Brjansk, con la diplomazia. All'inizio del 1345, mentre imperversava un'insurrezione in Livonia, un contadino di nome Segewald che diceva di essere stato eletto re dai ribelli si rivolse ad Algirdas in cerca di assistenza. Malgrado avesse dichiarato di sapere esattamente come colpire l'Ordine di Livonia, il nobile lituano fece uccidere Segewald, verosimilmente perché temeva più lo scenario di un contadino in veste di re che i tedeschi stessi. Inorgogliti dalla fama che stavano guadagnando con le loro campagne vittoriose e preoccupati che i crociati potessero avviare grosse e temibili offensive, Algirdas e Kęstutis si convinsero nel 1345 a destituire il fratello Jaunutis, che ormai aveva probabilmente perso ogni potere sostanziale. Benché si fosse sostenuto in passato che il colpo di Stato avvenne il 22 novembre 1345, lo storico britannico Stephen Christopher Rowell ritiene che questa data sia errata, in quanto confusa con il battesimo di Jaunutis avvenuto a Mosca il 23 settembre 1345.

### Regno (1345-1377)

#### Politica estera

##### Fronte occidentale

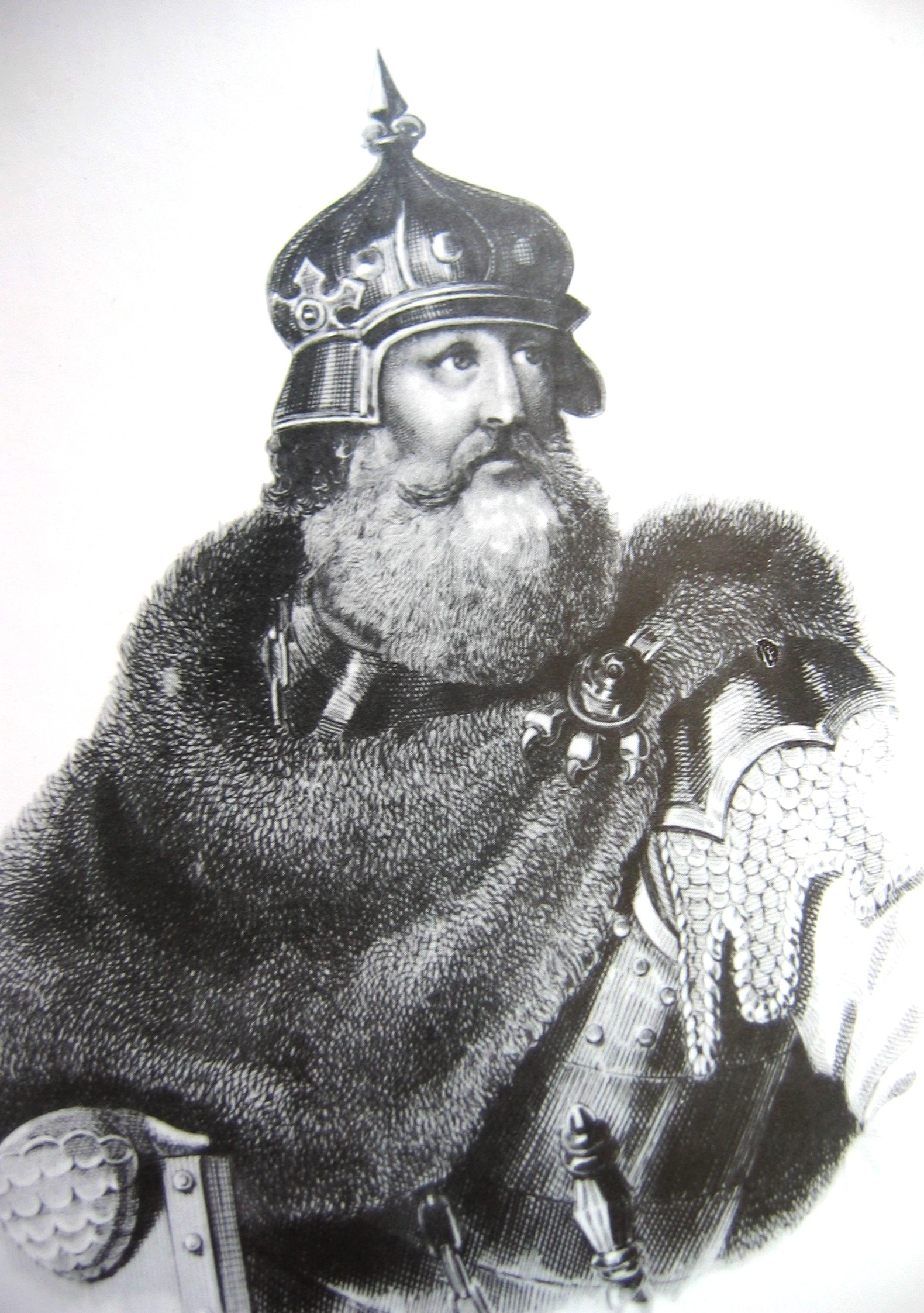
Kęstutis, vicegranduca dal 1345 al 1377. La grande intesa che contraddistinse il suo rapporto con suo fratello Algirdas permise al Granducato di Lituania di diventare una delle più forti potenze dell'Europa orientale

Dopo aver privato Jaunutis dei suoi poteri e averlo imprigionato – ciononostante Jaunutis  riuscì a fuggire a Mosca – Algirdas assunse la carica di massima autorità dello Stato, mentre a suo fratello Kęstutis venne confermato il titolo di duca di Trakai assegnatoli dal padre e una sorta di status di vicegranduca. È possibile che il rovesciamento di Jaunutis non fosse stato ostacolato da nessun altro fratello perché essi riconobbero e accettarono la superiorità militare e la maggiore capacità di governo di Algirdas e Kęstutis. I due fratelli diedero vita a una sorta di duumvirato, un caso già esistito nella storia della Lituania, se si pensa al dualismo tra Butigeidis e Butvydas (probabile nonno di Algirdas) e forse a quello di Vytenis (zio di Algirdas) e Gediminas prima del 1316.
Algirdas decise di occuparsi delle questioni che impegnavano il Granducato a oriente, mentre assegnò la gestione dell'area occidentale a Kęstutis, che dovette confrontarsi con l'Ordine teutonico, l'Ordine di Livonia, la Polonia e l'Ungheria. Ciò non impedì al nuovo granduca di partecipare, nel 1345, a un'incursione di Kęstutis che devastò la Sambia e la Livonia centrale, la quale terminò con la cattura di 600 prigionieri. L'anno successivo una spedizione dei lituani colpì nuovamente i crociati in Sambia, che stavano ancora vivendo un periodo di difficoltà. I principali problemi politici di Algirdas riguardavano la necessità di respingere l'Ordine teutonico, che contrastò sia combattendo, sia avanzando promesse di conversione nella speranza di rimuovere una della giustificazioni date per l'aggressione, e la necessità di ridurre l'isolamento politico della Lituania nel continente. Al contempo, il granduca non poteva trascurare la rapida ascesa della Moscovia e, per questo motivo, nel tentativo di ridurre le pressioni di chi chiedeva la sua conversione, portò avanti la politica del «bilanciamento dinamico» già intrapresa dal padre, dimostrandosi ora a favore della Chiesa cattolica ora di quella ortodossa.
Nel frattempo, Jaunutis aveva cercato invano di trovare alleati per riprendere il potere. Alla fine, nel 1347, egli fece ritorno a Vilnius e rinunciò formalmente al titolo di granduca, riconciliandosi dunque con i fratelli. Come premio per il suo rappacificamento, gli fu assegnato il titolo di duca di Zaslavl'.
Nel 1348, Algirdas accettò nuovamente di combattere a ovest, ma il comandante teutonico Winrich von Kniprode riuscì a sferrare un duro colpo ai lituani nella battaglia della Strėva, svoltasi in campo aperto. Nel 1352, quando assunse il ruolo di gran maestro, Winrich von Kniprode decise di porre un freno alle incursioni dei lituani. A tal fine, adottò delle misure che avrebbero favorito l'allargamento della zona cuscinetto tra lo Stato monastico e il Granducato, ovvero un'area praticamente priva di insediamenti urbani per via delle costanti razzie; quale mezzo, ricorse ad incursioni che avrebbero determinato lo spopolamento delle terre di confine granducali, ottenendo anche il vantaggio di avvistare prima i nemici in caso di attacco. Accolse inoltre reclute straniere, sebbene il suo successo maggiore - l'indebolimento dei suoi nemici - l'ottenne con la diplomazia. Concentrandosi sull'alleanza che avevano stipulato polacchi e lituani negli anni trenta del Trecento, il Gran maestro intervenne mantenendo rapporti amichevoli con i primi, stipulando una pace con la Lituania nel 1357 e fornendo sostegno ai duchi polacchi ostili a Casimiro III di Polonia. In quel frangente, si verificò addirittura la concreta possibilità che l'Ordine stringesse un accordo di cooperazione con la Lituania, su sollecito di quest'ultima, in chiave anti-Cracovia, ma papa Innocenzo VI bloccò le trattative perché «scandalizzato» dalla prospettiva di un'alleanza tra pagani e cristiani.

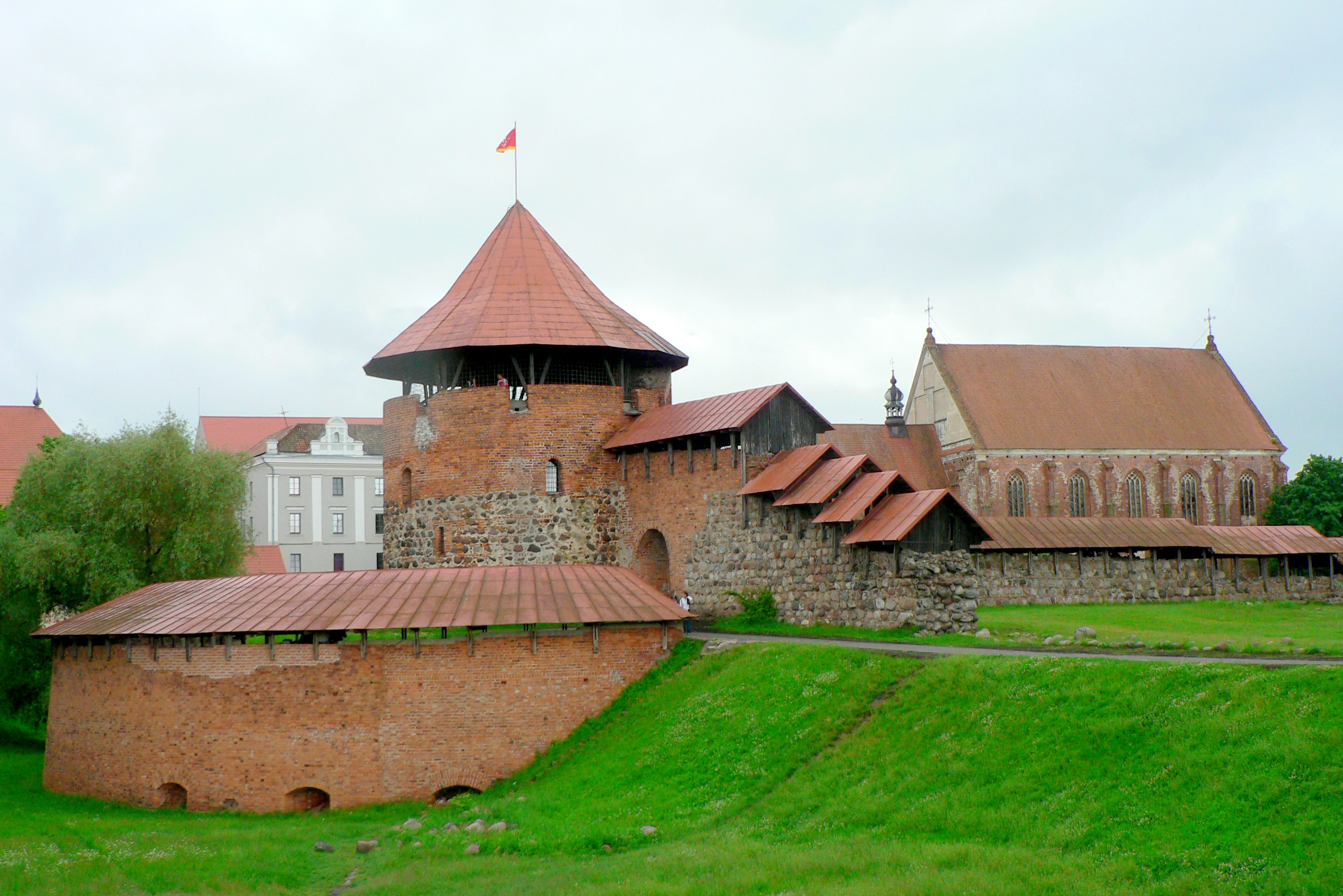
Rovine parzialmente ricostruite del castello di Kaunas

Nel 1358, l'imperatore tedesco Carlo IV avviò dei negoziati di pace con uno dei due fratelli in cambio della sua conversione al cristianesimo. Sul reale promotore dell'iniziativa permangono dei dubbi: secondo alcuni storici fu Vilnius ad avviarla, mentre per altri si trattò di un'iniziativa di Carlo IV. Giungere ad un accordo, tuttavia, sarebbe risultato irrealizzabile. Il granduca lituano chiedeva infatti il completo ritiro dell'Ordine teutonico dalla regione baltica, una condizione impossibile da accettare per l'imperatore, che necessitava del sostegno del gruppo cavalleresco. In aggiunta, si domandava il trasferimento dei teutonici nell'odierna Ucraina «per proteggere i Ruteni dai Tartari». La proposta fu considerata un oltraggio e riaccese le ostilità fino a quando, nel 1361, il maresciallo dell'Ordine Henning Schindekopf e il re Luigi I d'Ungheria intercettarono e catturarono Kęstutis. Costui riuscì tuttavia a sfuggire alla morte abbandonando la roccaforte di Marienburg, dove era giunto in catene nel 1362. L'Ordine ottenne un altro importante successo nell'aprile del medesimo anno, quando un'armata distrusse il castello di Kaunas, situato nel cuore del Granducato, e catturò Vaidotas, figlio di Kęstutis e comandante incaricato di difendere il presidio.
Sotto il maresciallo dell'Ordine Henning Schindekopf iniziò un periodo di reciproca devastazione, alla fine del quale nessuno dei due avversari risultò indebolito in modo netto; di conseguenza, si giunse a una tregua e alla mutua liberazione dei prigionieri catturati. Tra il 1362 e il 1370 i crociati intrapresero una ventina di "spedizioni punitive" (52 fino al 1382) contro la Lituania adottando un coordinamento migliore nelle proprie azioni belliche. Le incursioni compiute dall'Ordine di Livonia tra il 1363 e il 1367 si concentrarono sulla frontiera nord-occidentale del Granducato, mentre l'Ordine teutonico eseguì un'offensiva che si spinse a nord di Kaunas e fino al fiume Šventoji. Uno dei figli di Kęstutis, Butautas, disertò nel 1365 con la speranza di spodestare Algirdas e guidò i crociati verso la capitale, dando alle fiamme i castelli di Kernavė e Maišiagala. In quel momento le controffensive di Algirdas e Kęstutis arrancarono e resero evidente il fatto che la coalizione crociata appariva ormai rinvigorita rispetto ai decenni immediatamente precedenti.
Nel frattempo, la firma di un accordo commerciale con l'Ordine di Livonia del 1367 avvenuta a seguito di un attacco crociato a Trakai non fermò le ostilità, che proseguirono su scala minore negli anni a venire. Tempo dopo, nel febbraio 1370, si verificarono le condizioni perché scoppiasse una battaglia di grandi proporzioni. Algirdas e Kęstutis radunarono contingenti da tutta la Lituania, alcuni feudatari rus' fedeli presenti in Sambia e dei Tartari ostili allo Stato monastico. Per contro, il landmarschall von Kniprode convocò unità da diverse località e le indirizzò immediatamente verso l'esercito principale. Impegnato a saccheggiare i dintorni di Rudau (a nord di Königsberg), Kęstutis si accorse a un certo punto dell'avvicinamento di una grande forza crociata, dileguandosi immediatamente. Suo fratello Algirdas si spostò invece precipitosamente su una posizione sopraelevata, confidando nell'opportunità di difendersi meglio. La battaglia di Rudau che ne seguì si rivelò tra le più sanguinose della crociata e assunse le caratteristiche di una battaglia campale. Solo al calar della notte, dopo un giorno intero di scontri, la calma tornò a regnare e, se si tiene conto del computo delle vittime (quasi 1 000 Baltici contro i 26 Cavalieri e i 100 o 200 cristiani), si intuisce come la vittoria teutonica fu netta. Algirdas non ebbe problemi a fuggire quando la situazione volse al peggio, ma non indirizzò mai più grosse armate in Prussia e i crociati vissero un periodo sereno lungo le zone di confine.
L'appello avanzato nel 1373 da papa Gregorio XI ad Algirdas e a Kęstutis di convertirsi cadde nel vuoto. Questa scelta isolò ancor più la Lituania in Europa, la cui potenza militare si ridusse durante tutti gli anni settanta del Trecento. Inoltre, mentre gli ordini cavallereschi poterono contare con regolarità sull'afflusso di reclute straniere nella pianificazione delle loro campagne, i lituani dovettero fare i conti con il basso numero di soldati a disposizione, come si deduce dal fatto che tra il 1373 e il 1377 Kęstutis, Algirdas e i suoi figli organizzarono meno di sette spedizioni verso gli Stati crociati, di cui nessuna dalla vasta portata.

##### Fronte meridionale

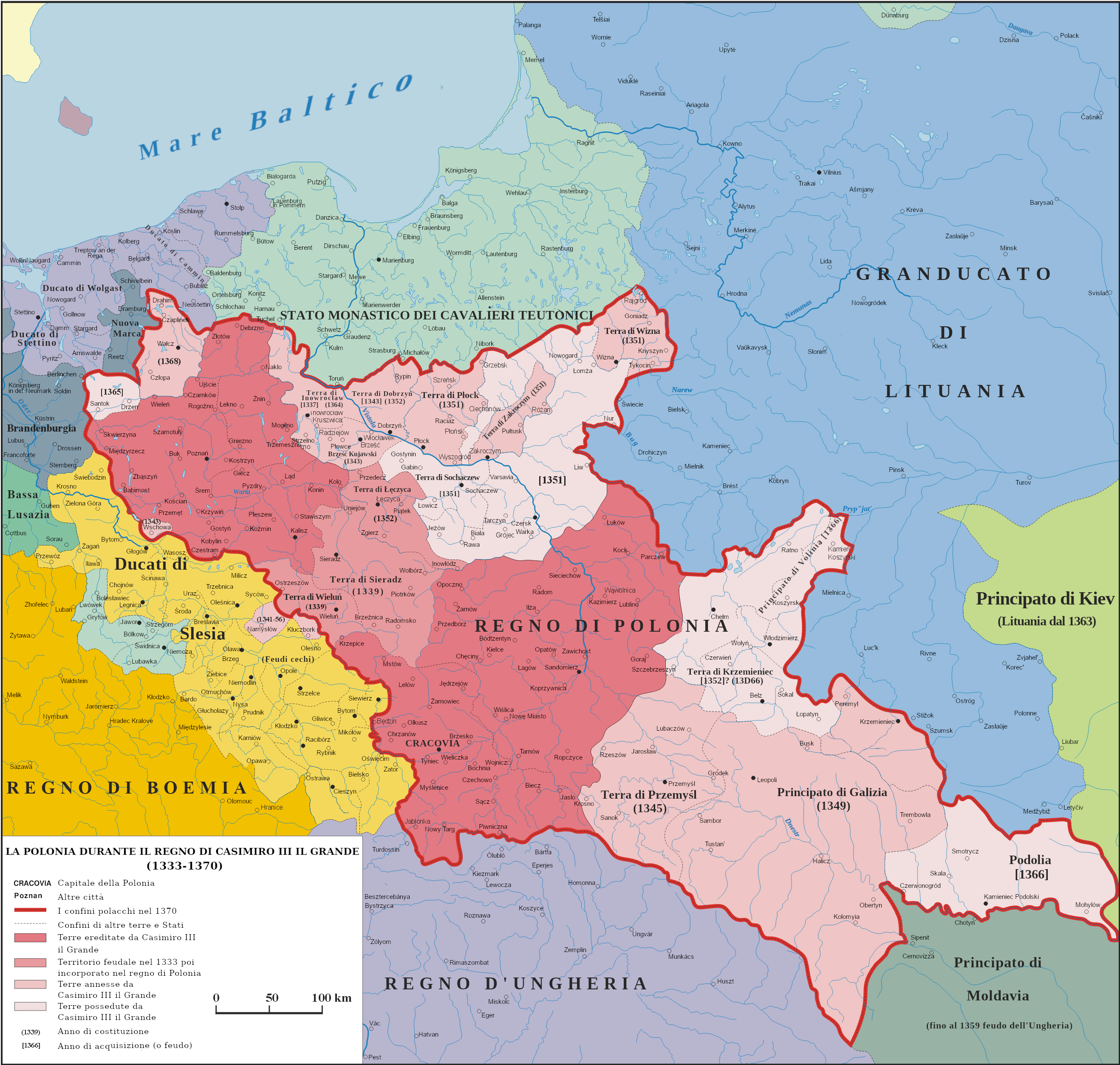
La Polonia di Casimiro III. In basso si possono scorgere le acquisizioni compiute a scapito della Lituania in Galizia (1349) e in Volinia (1366). Quest'ultima regione fu riconquistata in parte tra 1367 e 1370 da Kęstutis, per poi essere nuovamente perduta entro il 1382

Quando nel 1348 i crociati sconfissero i lituani nella battaglia della Strėva, Algirdas sentì il bisogno di contare su una maggiore stabilità nelle regioni più marginali dei suoi domini. Durante questo momento di difficoltà, nel 1349, Leopoli e la Galizia passarono sotto il controllo della Polonia di Casimiro III. Come se non bastasse, la Moscovia boicottò il tentativo del granduca di stringere buoni rapporti con il khan dell'Orda d'Oro Ganī Bek. Nel 1350, Algirdas riconquistò la Volinia e la sottrasse alla Polonia ricollocando al comando Liubartas, ma la regione rimase lo stesso contesa.
Nel 1358, Algirdas confidò nella possibilità di preservare la pace con la Polonia organizzando le nozze di sua figlia Kenna con un nipote di Casimiro III, Casimiro IV di Pomerania. La questione non poteva comunque dirsi risolta, in quanto una chiara ripartizione della sfera d'influenza polacca e di quella lituana sulla Volinia non era ancora stata ben definita. Nel 1366, la Polonia condusse un paio di vincenti campagne in Volinia, causando la rottura delle relazioni diplomatiche bilaterali. Benché Algirdas si rendesse benissimo conto della necessità di fornire supporto a Liubartas per riconquistare quanto perduto, alla fine preferì giungere alla stipula di un trattato con la controparte, i cui termini furono concordati da una delegazione baltica, che rappresentava gli interessi di Algirdas, Kęstutis e Liubartas, e da una polacca, che si componeva dei delegati di Casimiro e degli aristocratici della regione che lo sostenevano. Da quel momento storico, Algirdas non fu più coinvolto nelle vicende della Volinia, di cui si preoccupò il fratello. I lituani cercarono di approfittare della prima occasione disponibile per riprendere quanto perduto e colpirono la regione sia nel 1367, quando il re Casimiro III morì, sia poi nel 1370, riuscendo a riconquistare una discreta porzione di territorio.
Verso la metà degli anni settanta del Trecento il peso politico della Lituania si attenuò, complice la perdita di alcune città passate nell'orbita della Moscovia e la ripresa delle ostilità con i crociati. Più positiva si dimostrò la situazione del fronte sud-occidentale, quando nel 1376 Liubartas e Kęstutis decisero di riprendere le ostilità sul fronte occidentale con la Polonia. In quel caso l'attacco penetrò nel cuore del regno nemico, riuscendo a colpire ad esempio Sandomierz, e terminò con la cattura di 23 000 prigionieri. La controffensiva polacca dell'anno successivo cessò grazie alla firma di una tregua, ai sensi della quale il possesso lituano sulla Volinia fu però preservato a caro prezzo: le truppe erano assai provate dopo la lunga serie di guerre e si rendeva necessario sparpagliare ancora di più le poche forze a disposizione per presidiare un dominio così vasto. Di queste difficoltà seppe approfittare il re magiaro Luigi I, che dal 1367 amministrava sia la Polonia sia l'Ungheria, entrate in unione personale. Prima del 1382, anno della morte di Luigi, questi era riuscito a riconquistare ogni città in cui i lituani si erano nuovamente insediati negli anni settanta del Trecento.

##### Fronte orientale
(Algirdas, 1358)

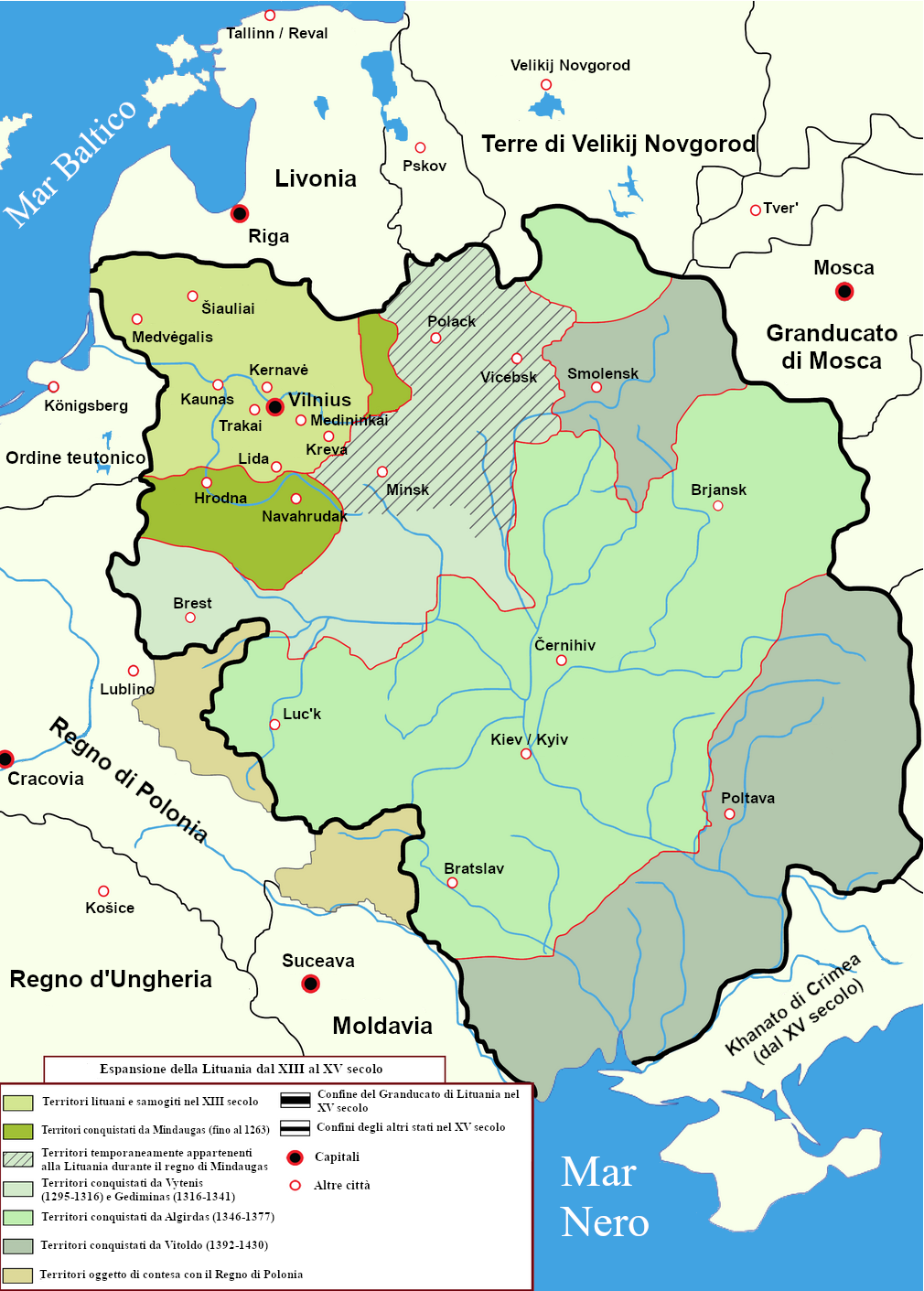
Espansioni del Granducato di Lituania dal XIII al XV secolo

Algirdas non riuscì soltanto a preservare i domini ereditati dal padre, ma fu inoltre capace di acquisire influenza e nuovi territori a spese della Moscovia e dell'Orda d'Oro, estendendo i confini della Lituania fin quasi alle coste settentrionali del Mar Nero. I suoi sforzi principali furono diretti ad assicurarsi le terre slave che avevano costituito l'antica Rus' di Kiev. Già nel 1346 egli scagliò una spedizione contro Novgorod e, una volta espugnato quanto collocato a sud della città, cercò di assicurarsi che essa non tornasse nell'orbita di Mosca. Le operazioni di Algirdas furono facilitate dalla presenza di fazioni rivali di boiardi.
Nel 1350 circa sposò Uliana di Tver', una parente del principe Simeone di Russia, ma ciò non dissuase la Moscovia dal suo proposito di colpire Smolensk, assaltata nel 1352. Negli anni successivi, tra 1356 e 1359, il granduca baltico si concentrò sulla riacquisizione di Smolensk e sull'estensione della sua sfera di influenza fino al fiume Oka. È noto che Algirdas favorì la nomina dei suoi figli Demetrio e Kaributas rispettivamente come duca di Brjansk e di Trubčevsk e come duca di Černihiv e Novgorod.
Un'importante impresa compiuta da Algirdas fu la sua vittoria sui tartari nella battaglia delle Acque Blu, combattuta presso il Bug Meridionale nel 1362 (o 1363). Egli riuscì a disperdere l'orda dei Kipčaki e costrinse il khan a migrare ancora più a sud, relegando nel 1363 la sua autorità nella penisola di Crimea e poco più a nord, oltre ad annettere durante il cammino la Podolia e altri principati rus'. Le conquiste effettuate in Rutenia posero definitivamente fine al dominio dell'Orda d'Oro su quella regione geografica. Tra le conseguenze dello scontro, la Lituania si assicurò definitivamente il possesso di Kiev, dove Algirdas rimosse il principe locale e affidò l'amministrazione della città a suo figlio Vladimiro.

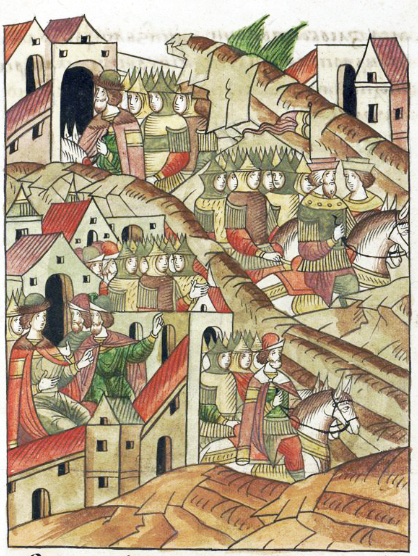
Ritiro delle truppe lituane di Algirdas da Mosca nel 1370. Miniatura tratta dalla Cronaca illustrata di Ivan il Terribile del XVI secolo

I dissapori con i granduchi di Moscovia non culminarono in lotte dirette negli anni cinquanta del Trecento, benché con il tempo entrambe le controparti ammassassero costantemente delle truppe lungo i confini. Malgrado Zigmantas Kiaupa non concordi, la volontà di non sfociare in un conflitto si dovette perlopiù a Mosca, come evince dalla politica remissiva adottata da Ivan II nel 1359, il quale non intervenne nella riconquista lituana di Brjansk e si astenne dal contrattaccare alle razzie in territorio russo ordite da Oleg II di Rjazan', alleato di Vilnius. La situazione cambiò nel 1366, quando Michele Aleksandrovič ottenne il titolo di principe di Tver' grazie al supporto esterno di suo cognato Algirdas. Nel 1367, Demetrio Ivanovič, gran principe di Moscovia, decise di intervenire e attaccò Michele Aleksandrovič, scatenando un conflitto che avrebbe impegnato i due fino al 1375. Ingolosito dall'opportunità di lanciare una grossa offensiva verso est, Algirdas accettò la richiesta di aiuto di Michele, fuggito poco prima in Lituania e, assieme a Kęstutis, radunò un esercito composto da soldati provenienti dalla Lituania, da Tver' e da Smolensk e diede il via a una prima spedizione alla volta di Mosca nel 1368. Nelle battute iniziali della guerra lituano-moscovita del 1368-1372, gli aggrediti si trovarono impreparati, evento che permise l'avanzata di Algirdas fino alle porte della capitale nemica; malgrado fosse convinto di poterla espugnare, le robuste mura del Cremlino resistettero e costrinsero il granduca a limitarsi a razziare i dintorni di Mosca. Michele tornò in possesso di Tver', ma la controffensiva eseguita subito dopo da Demetrio sottrasse a Michele diverse città che prima amministrava e venne guardata con grande interesse dall'Orda d'Oro, da cui formalmente Mosca dipendeva. La guerra aveva reso particolarmente insicure le rotte commerciali e questa situazione destabilizzò la già fragile economia dello Stato tartaro a vantaggio della Moscovia. Consapevole di ciò e nella speranza di neutralizzare il suo principale rivale orientale, Algirdas si convinse ad assistere nuovamente Michele, tornato a chiedere aiuto alla Lituania dopo che Mosca aveva rifiutato di instaurare con lui relazioni pacifiche, nel 1370 e nel 1372, ma in entrambi i casi le spedizioni terminarono in maniera infruttuosa. La contesa riguardava anche l'ambito trono del principato di Vladimir, oggetto del desiderio tanto dei lituani, che speravano di collocarvi il fidato Michele, quanto della controparte. Nel 1370, Algirdas aveva puntato sulla tattica della guerra lampo e aveva sperato di trovare un avversario nuovamente impreparato, condizione che tuttavia non si concretizzò e che costrinse il lituano a rinunciare all'assedio della capitale perché, stando a quanto testimonia una cronaca coeva, «[Algirdas] non era attrezzato per sostenere una lunga campagna e non disponeva di macchine d'assedio abbastanza potenti da distruggere le mura». Nella terza spedizione in terra russa, quella del 1372, la lotta si trasformò in uno stallo che portò infine alla firma del trattato di Ljubutsk tra Algirdas e il gran principe moscovita Demetrio Ivanovič. Secondo Zigmantas Kiaupa e Zenonas Norkus, queste campagne dimostrarono che la possibilità di infiltrarsi in maniera rapida nelle terre moscovite, i cui difensori si fecero trovare più pronti del 1368, era ormai storicamente svanita. Le disfatte si spiegano anche tenendo conto del fatto che Algirdas sopravvalutò la potenza del Granducato, dimostratosi incapace di combattere su più fronti e di respingere sia la minaccia teutonica a ovest sia quella russa.
La situazione internazionale del Granducato cominciò ad aggravarsi negli anni settanta del Trecento, quando già nel 1371 il khan dell'Orda d'Oro riconobbe la definitiva supremazia del principe di Mosca sulla fiorente città di Novgorod, a scapito di Michele Aleksandrovič e del suo cognato Algirdas. Nel 1375, durante le battute finali delle schermaglie tra Michele e Demetrio per il possesso di Tver', la Lituania non intervenne nel conflitto in corso. Quando Michele perse questa contesa, egli accettò di rimanere a capo di Tver' a patto di non tessere relazioni diplomatiche segrete con Algirdas o con l'Orda d'Oro e rinunciando definitivamente al trono del principato di Vladimir. Sempre nel 1375, la Lituania perse la sua influenza su Smolensk, i cui boiardi iniziarono a migliorare le relazioni con Mosca.

#### Politica interna
In politica interna, Algirdas si preoccupò di promuovere gli scambi commerciali e la crescita e stabilità delle città del Granducato di Lituania, esentando a tal fine i cittadini di Vilnius dal pagamento dei dazi doganali. Il granduca cercò di ammodernare uno Stato che ancora non si avvaleva di documenti scritti e il cui impianto burocratico aveva ancora bisogno di affinarsi per potersi dire quanto meno paragonabile a quello delle potenze dell'Europa occidentale. I sovrani lituani del XIV secolo dimostrarono grande lungimiranza quando compresero che l'ascesa del Granducato necessitava del coinvolgimento di ogni minoranza etnica. Il processo di espansione consacrò una situazione che già con Gediminas aveva cominciato a delinearsi, ovvero lo scenario di una Lituania «multietnica e multiconfessionale».
La contesa tra la Moscovia e la Lituania, la quale tenne impegnato Algirdas per gran parte del suo regno, finì per riguardare pure il campo religioso. Nel 1354 Algirdas intendeva imporsi politicamente cercando di ottenere da Costantinopoli la nomina di un metropolita preposto per il Granducato di Lituania e per tutta la Rus'. A tal fine, caldeggiò l'ascesa di Feodorito, un monaco giunto dalla Bulgaria che godeva del placet del patriarca di Tărnovo, come «metropolita della Rus'». Il luogo di provenienza fu guardato con sospetto da Costantinopoli, in quanto la Chiesa bulgara veniva tacciata di essere «scismatica» e si temeva che la sua influenza si sarebbe sparsa in Rus' e in Lituania. Abbandonato il sostegno verso Feodorito, Algirdas puntò invece nel 1354 su Roman, un monaco di Tver' che era inoltre parente di sua moglie Uliana. La decisione che ne scaturì fu la nomina di un metropolita per il Granducato di Lituania e per la Volinia, appunto Roman, e un altro per la Rus' nord-orientale, tale Alessio, designato dal suo predecessore Teognoste. Si trattò di un risultato dal peso non trascurabile, considerando che da quel momento l'esponente religioso Rus' nord-orientale non poteva più interferire in quelle regioni che Algirdas stava cercando di consolidare sotto la propria autorità. Quando tuttavia Roman morì nel 1361 o 1362, l'autorità ecclesiastica di Alessio si estese su quanto il suo collega gestiva.
A seguito dello stabile insediamento a Kiev nel 1364, il granduca provò a realizzare il suo obiettivo di trasferire la sede del patriarca di Mosca nell'odierna capitale ucraina, ma questo tentativo non riuscì. Il metropolita Alessio, giunto da est, si dimostrò desideroso di riportare la Rus' sud-occidentale sotto il controllo del patriarcato ortodosso di Mosca, suscitando l'ovvia disapprovazione di Algirdas. Per questa ragione egli tenne prigioniero l'uomo di chiesa per due anni, consentendogli di tornare in patria solo dopo la morte di Ivan II. Nel 1371 Algirdas protestò ufficialmente per la decisione di far risiedere il patriarca di Kiev, che era ancora Alessio, a Mosca. Costantinopoli risolse la controversia decidendo di restaurare una metropolia lituana entro i confini dei domini di Algirdas.

Cipriano, consacrato il 2 dicembre 1375 metropolita di Kiev, della Russia e della Lituania

A ogni modo, la contesa non fu sopita del tutto, in quanto nel 1373 il patriarca della capitale bizantina Filoteo Kokkinos dovette nuovamente intervenire e decise di inviare in veste di intermediario, Cipriano, un religioso di origine bulgara. Nel 1375, poiché la situazione appariva ancora bloccata, Algirdas chiese che Cipriano fosse nominato metropolita della Lituania. Sulla base delle indicazioni fornite dal delegato, temendo una spaccatura tra le comunità ortodosse baltiche e quelle moscovite e paventando il rischio che Algirdas preferisse virare verso il cattolicesimo, Filoteo decise infine di elevare Cipriano al ruolo di metropolita di Kiev, della Lituania e della Russia, ma a patto che avrebbe assunto la giurisdizione ecclesiastica su quest'ultima terra soltanto alla morte di Alessio, il quale era ancora vivo. Nel triennio tra 1375 e 1378 Demetrio Ivanovič guardò comunque sempre con sospetto Cipriano, «ritenendolo una creatura di Algirdas», tanto che propose diversi candidati alternativi che però non furono presi in considerazione da Costantinopoli.

### Religione
Gli storici moderni affermano che, tanto «per Gediminas [quanto per] Algirdas, la sopravvivenza del paganesimo si tramutò in un utile strumento diplomatico e in un'arma [...] che permise loro di ricorrere alle promesse di conversione come mezzi per conservare il proprio potere e la propria indipendenza». Si discute se Algirdas fosse stato effettivamente responsabile dell'esecuzione di cinque frati francescani e di tre cortigiani lituani convertitisi alla fede ortodossa. Questi ultimi, tali Antonio, Giovanni ed Eustatio di Vilnius, vennero in seguito glorificati come martiri della Chiesa ortodossa russa.
Qualche autore ha dibattuto sulla possibilità che egli avesse abbracciato la religione ortodossa. In una serie di opere scritte a distanza di molto tempo dalla sua morte, Algirdas viene descritto dai ruteni e dai bielorussi come un difensore del mondo ortodosso; la Cronaca di Bychowiec del XVI secolo, allo stesso modo della Cronaca di Hustyn (o Gustinskaia) del Seicento, afferma che egli si convertì al cristianesimo ortodosso in concomitanza del suo matrimonio con Maria di Vicebsk nel 1318. La Cronaca di Nikon, redatta nella metà del XVI secolo, sostiene che Algirdas avesse dichiarato ai cittadini di Pskov, i quali volevano ricompensarlo con il battesimo dopo che li aveva aiutati a respingere i Cavalieri teutonici, di «non voler essere unto due volte». Quest'affermazione, considerata da alcuni dal valore inequivocabile, è stata messa in dubbio perché si è sottovalutato l'effettivo grado di affidabilità dell'opera, ritenuta ad oggi in vari passaggi frutto della fantasia dell'autore o di interpolazioni successive. Alcuni storici russi, tra cui P.N. Batiušikov, asseriscono che Algirdas praticasse apertamente o segretamente il credo ortodosso e che «si russificò», nonostante le cronache dell'epoca e svariate ricerche moderne smentiscano quest'informazione. Inoltre, bisogna ricordare che i figli e le figlie del primo matrimonio di Algirdas, di cui si conosce solo il nome di battesimo ortodosso, non furono con grande verosimiglianza battezzati al momento della nascita ma solo quando contrassero il matrimonio, una scelta questa che avveniva per ingraziarsi i loro futuri sudditi e, dunque, esclusivamente per ragioni politiche.

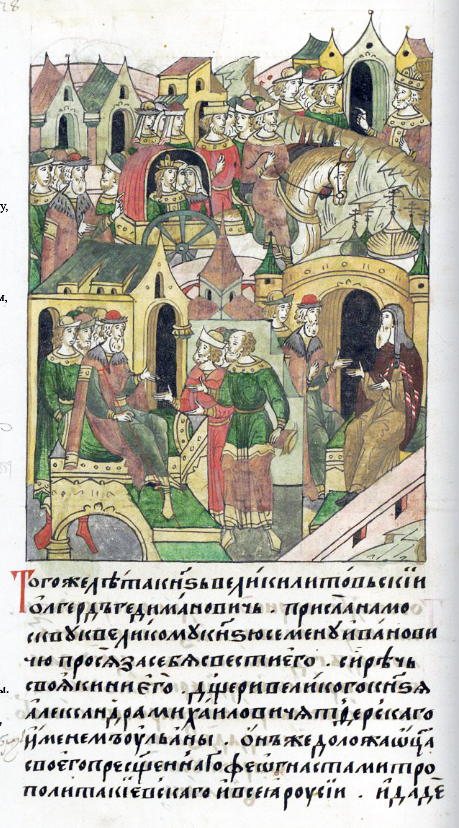
Il matrimonio di Algirdas con la sua seconda moglie Uliana di Tver' (1350). Miniatura tratta dalla Cronaca illustrata di Ivan il Terribile del XVI secolo

Vi è chi, più che sulle prime nozze, si è concentrato sul momento in cui Algirdas si risposò, collocando la sua conversione in un momento della sua vita in cui era già granduca. Per quanto sia senz'altro vero che la sua seconda moglie, Uliana di Tver', incoraggiò la costruzione di un monastero a Vilnius e versò direttamente varie rendite a titolo di donazioni alle comunità religiose situate in tutta la Rus' lituana, esse restano appunto iniziative della nobildonna. Come già detto, fu sempre grazie a lei che nel 1354 Roman, un suo parente, fu nominato metropolita della Lituania. In definitiva, benché sicuramente vi fosse stato anche l'assenso di Algirdas nell'edificazione di chiese sia ortodosse sia cattoliche a Vilnius ed egli stesso avesse personalmente incoraggiato i mercanti cristiani a trasferirsi nei suoi domini, le testimonianze relative al suo battesimo non vengono corroborate da fonti coeve all'epoca in cui visse il granduca, cosa che conduce molti studiosi a ritenere queste teorie pretestuose. Bisogna altresì ricordare che, nel 1358, la prospettiva di conversione al cattolicesimo di Algirdas fu assai concreta, ma verosimilmente il sovrano evitò di compiere questo passo perché temeva la reazione delle comunità ortodosse. I fedeli erano tuttavia raramente di estrazione nobile, in quanto il grosso degli aristocratici lituani rimase pagano e la Chiesa ortodossa non disponeva di abbastanza uomini per un efficace piano di evangelizzazione.
A screditare l'ipotesi della conversione si deve infine tenere a mente che persino le fonti ortodosse e i discendenti ortodossi lo ricordano come un pagano. Si pensi a quanto riferisce lo storico bizantino Niceforo Gregorio nella sua Storia romana, parlando, pur senza mai menzionarlo direttamente degli sforzi di un principe «pagano e adoratore del sole» che intendeva prolungare l'esistenza di una metropolia della Lituania con il placet di Costantinopoli. Nel 1370, con toni simili, fa eco a questa ricostruzione il patriarca bizantino Filoteo Kokkinos, che definiva Algirdas un sovrano «empio» per il suo attacco di quell'anno a Mosca e sollecitava i russi a resistere e a combattere contro un nemico «adoratore del fuoco», una definizione questa che lascia poco spazio ad interpretazioni differenti. In conclusione, sulla base delle informazioni fornite dalle opere coeve, verso cui come si è detto la maggioranza degli storici moderni ripone fiducia, Algirdas rimase pagano fino alla fine dei suoi giorni, a prescindere dal fatto che avesse sposato due principesse ortodosse.

### Morte e successione

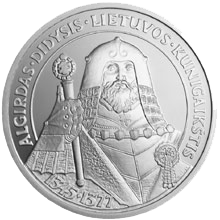
Litas commemorativo che ritrae Algirdas

Nel febbraio del 1377 Algirdas dovette resistere a un assedio dell'Ordine teutonico compiuto ai danni di Vilnius, conclusosi con la respinta degli invasori stranieri. Si trattò dell'ultima operazione militare cui avrebbe partecipato in qualità di granduca, poiché morì qualche mese dopo, nel maggio del 1377. Subito dopo, le sue spoglie vennero cremate su una pira cerimoniale con vari cavalli e alcuni suoi beni personali, un'usanza pagana che nasceva con lo scopo di spargere il suo spirito (veles) nell'aria e benedire la sua discendenza. Il presunto luogo di sepoltura è stato oggetto di ricerche archeologiche nel 2009; ad oggi è stato circoscritto ai pressi di Maišiagala e, pur non potendolo determinare con certezza, alla foresta di Kukaveitis.
Al potere gli succedette Jogaila, che era sì il primogenito, ma della sua seconda moglie; decisione che fu tutto sommato accettata da Kęstutis, ormai in età avanzata. Sin dal momento del suo insediamento, Jogaila dovette preoccuparsi di respingere le incursioni delle armate teutoniche, proseguite in maniera intensa dal 1377 al 1379. Presto tuttavia nacquero degli screzi tra i due perché Jogaila, in maniera sorprendente, strinse degli accordi segreti di cooperazione con l'Ordine teutonico; l'evento spinse Kęstutis a decidere di reclamare per sé il titolo di granduca nel 1381; destituito il nipote, conservò la carica per un anno, fino a quando non venne rimosso da Jogaila e relegato in prigione, dove morì a oltre ottant'anni di età. La Lituania seppe comunque riprendersi e, nel giro di alcuni decenni, raggiunse la massima consacrazione con Vitoldo il Grande, nipote di Algirdas.

## Titolatura
Solitamente, Algirdas si definiva con il titolo di magnus rex, supremus princeps o velikii kniaz. Mažeika ritiene che una traduzione più accurata di queste formule sia "Gran principe" piuttosto che "Granduca", un'espressione questa che andrebbe piuttosto fatta risalire a un'epoca posteriore, quella di Vitoldo il Grande (r. 1401-1430), mentre invece più dubbiosa è la posizione di Rowell, il quale ritiene che il dibattito sulla traduzione di questa terminologia sia lungi dall'essere risolto. In una lettera scritta in greco nel 1371 al patriarca di Costantinopoli si arrogò il titolo imperiale di basileus, volendosi presentare agli occhi del bizantino, secondo Zenonas Norkus, come una figura «dal peso superiore a quello di un semplice re». Gli autori bizantini e gli scribi imperiali lo definiscono nei loro scritti come reks o megas reks, «un adattamento del titolo solitamente attribuito ai prìncipi cattolici». La distinzione con la carica di vice granduca, per così dire, rivestita dal fratello si rintraccia ad esempio in un accordo stipulato con la Masovia nel 1358, in cui Kęstutis è detto dux lythwanorum Helgerdi[,] Suppremi principis lythwanorum (duca dei Lituani [con il consenso di] Algirdas, supremo principe dei Lituani). L'interpretazione del testo è assai semplice e lascia desumere come Algirdas si fregiasse di un titolo superiore rispetto al consanguineo ("principe supremo" piuttosto che "duca", come Kęstutis).

Ricostruzione digitale del sigillo adottato da Algirdas nel 1366 circa

Da uomo ambizioso qual era, Algirdas sognava un giorno di divenire sovrano di tutta la Rus', motivo per cui è lecito desumere come fu proprio su questa scia che egli adottò un titolo tipicamente moscovita, quello di velikii kniaz'. Non vanno infine dimenticati gli ulteriori appellativi del sovrano lituano riscontrati nei documenti cattolici, tra cui si segnalano in estrema sintesi furst, herczog, rex e dux con le qualifiche di gross, obirster, supremus e magnus.

## Aspetto fisico e personalità
Sulla base delle varie fonti e leggende, è stato possibile ricostruire un ritratto molto parziale dell'aspetto fisico di Algirdas. L'unica presunta completa rappresentazione di Algirdas si rintraccia nella descrizione fornita da un cavaliere dell'Ordine teutonico di Elbing e riportata da un'opera edita dallo storico ottocentesco Teodor Narbutt. Il resoconto fornito dal delegato dell'ordine cavalleresco in visita a Vilnius da Algirdas nel 1370 recita:
Malgrado questi numerosi dettagli, lo storico Algirdas Budreckis invita a dubitare dell'autenticità di questo resoconto, considerando che Teodor Narbutt è un autore conosciuto per via di falsi storici e dell'aggiunta di interpolazioni. Le informazioni su cui si ha più certezza riguardano il fatto che fosse alto, fisicamente proporzionato e che godesse sempre di buona salute, come si desume dal raggiungimento di un'età particolarmente avanzata per la media dell'epoca, cioè circa ottant'anni se non poco più.
In termini di personalità, alcuni studiosi hanno sostenuto che il granduca in esame fu l'unico ad atteggiarsi nella storia lituana come «un vero imperatore», considerandosi un uomo al di sopra delle leggi e di qualunque altra autorità. Le sue principali qualità emergevano in campo politico, dove si distingueva per la sua capacità di sfruttare le condizioni del momento in «modo machiavellico», e sul campo di battaglia. Freddo e razionale, Algirdas soleva non anticipare a nessuno i preparativi della guerra, con il risultato che quasi sempre i soldati che partecipavano alle campagne non sapevano dove avrebbero dovuto marciare. Nonostante le profonde differenze con Kęstutis in termini di carattere e abitudini personali, che conduceva una vita meno morigerata di Algirdas, i due fratelli finirono per completarsi reciprocamente e furono molto ammirati in Lituania. Egli selezionò con accortezza i suoi consiglieri in virtù della loro serietà e astuzia, una strategia questa che gli permise di soggiogare molte terre, città, principati. Benché negli annali russi ad Algirdas vengano spesso riservati epiteti quali "eretico" (зловерный), "senza Dio" (безбожный), "bugiardo" (льстивый), gli si riconoscevano comunque le capacità di essere un sovrano saggio e di sapersi esprimere in molte lingue (oltre al lituano, il ruteno e forse il tedesco), il quale superò perfino la fama di suo padre Gediminas.
Sia in guerra sia in diplomazia si dimostrò scaltro, perspicace e prudente. Algirdas evitava l'ostentazione e non era un grande appassionato del divertimento e dello svago, le cronache tra l'altro lo descrivono come un sovrano astemio. Egli infatti «non beveva vino, birra, idromele» o altre bevande alcoliche, accontentandosi della sola acqua. La sua combattività nelle campagne militari, il suo spirito energico e l'affetto verso i suoi parenti erano doti universalmente ammirate, mentre la sua severità suscitava timore reverenziale tra i suoi nemici. Quando Algirdas non era in marcia con l'esercito, trascorreva le sue estati nei castelli di Medininkai o Maišiagala, in una zona boscosa, dove gli piaceva cacciare.

## Ascendenza
|           |                |   | Genitori |  |  | Nonni        |  |  | Bisnonni |  |
|           |                |   |          |  |  | Butvydas (?) |  |  | …        |  |
|           |                |   |          |  |  | Butvydas (?) |  |  | …        |  |
|           |                | … |          |  |  | Butvydas (?) |  |  |          |  |
| Gediminas |                |   |          |  |  | Butvydas (?) |  |  |          |  |
|           |                | … | …        |  |  |              |  |  |          |  |
|           |                | … | …        |  |  |              |  |  |          |  |
|           |                | … | …        |  |  |              |  |  |          |  |
| Algirdas  |                | … |          |  |  |              |  |  |          |  |
|           | Ivan di Polack | … |          |  |  |              |  |  |          |  |
|           | Ivan di Polack | … |          |  |  |              |  |  |          |  |
|           | Ivan di Polack | … |          |  |  |              |  |  |          |  |
| Jewna     | Ivan di Polack |   |          |  |  |              |  |  |          |  |
|           |                | … | …        |  |  |              |  |  |          |  |
|           |                | … | …        |  |  |              |  |  |          |  |
|           |                | … | …        |  |  |              |  |  |          |  |
|           |                | … |          |  |  |              |  |  |          |  |

## Discendenza

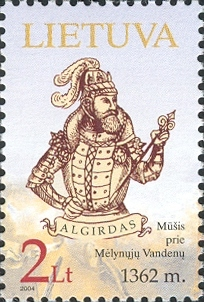
Francobollo da 2 litas emesso in Lituania nel 2004 che ritrae Algirdas

Algirdas sposò in prime nozze la principessa Maria di Vicebsk (?-prima del 1349), figlia del principe russo Jaroslav, nonché unica erede del principato di Vicebsk, che, dopo la sua morte, entrò definitivamente nell'orbita del Granducato di Lituania. Stando a Stephen Christopher Rowell, Maria diede alla luce otto figli, di cui cinque maschi e tre femmine, riportati nell'albero genealogico qui di seguito. Secondo Robert Frost, invece, la coppia ebbe sette figli, di cui cinque maschi e due femmine.
Nel 1350, per concludere un'alleanza con il gran principe Simeone di Russia, Algirdas, rimasto vedovo, ne sposò la cognata, Uliana di Tver' (1325-1391), figlia del gran principe Alessandro I di Tver'. Assieme ad Algirdas, Uliana diede alla luce i figli riportati nell'albero genealogico qui proposto. I figli di sesso maschile sono indicati in grassetto.
|                                                         |                                                         |                                                         |                                                         |                                                         |                                                         |                                           |                                           |                                           |                                           |                                         |                                         |                                         |                                         | Maria (1300-1348) principessa di Vicebsk | Maria (1300-1348) principessa di Vicebsk | Maria (1300-1348) principessa di Vicebsk    | Maria (1300-1348) principessa di Vicebsk    | Maria (1300-1348) principessa di Vicebsk    | Maria (1300-1348) principessa di Vicebsk    |                                             |                                             |                                            |                                            |                                            |                                            |                                            |                                            |                                                |                                                |                                                |                                                |                                                                   |                                                                   |                                                                   |                                                                   |                                                                   |                                                                   |                                             |                                             | Algirdas (1296 circa-1377) principe di Vicebsk; granduca di Lituania      | Algirdas (1296 circa-1377) principe di Vicebsk; granduca di Lituania      | Algirdas (1296 circa-1377) principe di Vicebsk; granduca di Lituania      | Algirdas (1296 circa-1377) principe di Vicebsk; granduca di Lituania      | Algirdas (1296 circa-1377) principe di Vicebsk; granduca di Lituania      | Algirdas (1296 circa-1377) principe di Vicebsk; granduca di Lituania      |                                        |                                        |                                        |                                        |                                       |                                       |                                       |                                       |                    |                    |                                                         |                                                         |                                                         |                                                         |                                                         |                                                         |  |  |                                          |                                          | Uliana (1325-1392) principessa di Tver'  | Uliana (1325-1392) principessa di Tver'  | Uliana (1325-1392) principessa di Tver'  | Uliana (1325-1392) principessa di Tver'  | Uliana (1325-1392) principessa di Tver' | Uliana (1325-1392) principessa di Tver' |                          |                          |                          |                          |                          |                          |  |  |                                               |                                               |                                               |                                               |                                               |                                               |  |  |                                                           |                                                           |                                                           |                                                           |                                                           |                                                           |  |  |                                   |                                   |                                   |                                   |                                   |                                   |  |  |                                          |                                          |                                          |                                          |                                          |                                          |  |  |                                                                             |                                                                             |                                                                             |                                                                             |                                                                             |                                                                             |  |  |  |  |  |  |  |  |  |  |  |  |  |  |  |  |  |  |  |  |  |  |  |  |  |  |  |  |  |  |  |  |  |  |  |  |  |  |  |  |  |  |  |  |  |  |  |  |  |  |  |  |  |  |  |  |  |  |
|                                                         |                                                         |                                                         |                                                         |                                                         |                                                         |                                           |                                           |                                           |                                           |                                         |                                         |                                         |                                         | Maria (1300-1348) principessa di Vicebsk | Maria (1300-1348) principessa di Vicebsk | Maria (1300-1348) principessa di Vicebsk    | Maria (1300-1348) principessa di Vicebsk    | Maria (1300-1348) principessa di Vicebsk    | Maria (1300-1348) principessa di Vicebsk    |                                             |                                             |                                            |                                            |                                            |                                            |                                            |                                            |                                                |                                                |                                                |                                                |                                                                   |                                                                   |                                                                   |                                                                   |                                                                   |                                                                   |                                             |                                             | Algirdas (1296 circa-1377) principe di Vicebsk; granduca di Lituania      | Algirdas (1296 circa-1377) principe di Vicebsk; granduca di Lituania      | Algirdas (1296 circa-1377) principe di Vicebsk; granduca di Lituania      | Algirdas (1296 circa-1377) principe di Vicebsk; granduca di Lituania      | Algirdas (1296 circa-1377) principe di Vicebsk; granduca di Lituania      | Algirdas (1296 circa-1377) principe di Vicebsk; granduca di Lituania      |                                        |                                        |                                        |                                        |                                       |                                       |                                       |                                       |                    |                    |                                                         |                                                         |                                                         |                                                         |                                                         |                                                         |  |  |                                          |                                          | Uliana (1325-1392) principessa di Tver'  | Uliana (1325-1392) principessa di Tver'  | Uliana (1325-1392) principessa di Tver'  | Uliana (1325-1392) principessa di Tver'  | Uliana (1325-1392) principessa di Tver' | Uliana (1325-1392) principessa di Tver' |                          |                          |                          |                          |                          |                          |  |  |                                               |                                               |                                               |                                               |                                               |                                               |  |  |                                                           |                                                           |                                                           |                                                           |                                                           |                                                           |  |  |                                   |                                   |                                   |                                   |                                   |                                   |  |  |                                          |                                          |                                          |                                          |                                          |                                          |  |  |                                                                             |                                                                             |                                                                             |                                                                             |                                                                             |                                                                             |  |  |  |  |  |  |  |  |  |  |  |  |  |  |  |  |  |  |  |  |  |  |  |  |  |  |  |  |  |  |  |  |  |  |  |  |  |  |  |  |  |  |  |  |  |  |  |  |  |  |  |  |  |  |  |  |  |  |
|                                                         |                                                         |                                                         |                                                         |                                                         |                                                         |                                           |                                           |                                           |                                           |                                         |                                         |                                         |                                         |                                          |                                          |                                             |                                             |                                             |                                             |                                             |                                             |                                            |                                            |                                            |                                            |                                            |                                            |                                                |                                                |                                                |                                                |                                                                   |                                                                   |                                                                   |                                                                   |                                                                   |                                                                   |                                             |                                             |                                                                           |                                                                           |                                                                           |                                                                           |                                                                           |                                                                           |                                        |                                        |                                        |                                        |                                       |                                       |                                       |                                       |                    |                    |                                                         |                                                         |                                                         |                                                         |                                                         |                                                         |  |  |                                          |                                          |                                          |                                          |                                          |                                          |                                         |                                         |                          |                          |                          |                          |                          |                          |  |  |                                               |                                               |                                               |                                               |                                               |                                               |  |  |                                                           |                                                           |                                                           |                                                           |                                                           |                                                           |  |  |                                   |                                   |                                   |                                   |                                   |                                   |  |  |                                          |                                          |                                          |                                          |                                          |                                          |  |  |                                                                             |                                                                             |                                                                             |                                                                             |                                                                             |                                                                             |  |  |  |  |  |  |  |  |  |  |  |  |  |  |  |  |  |  |  |  |  |  |  |  |  |  |  |  |  |  |  |  |  |  |  |  |  |  |  |  |  |  |  |  |  |  |  |  |  |  |  |  |  |  |  |  |  |  |
|                                                         |                                                         |                                                         |                                                         |                                                         |                                                         |                                           |                                           |                                           |                                           |                                         |                                         |                                         |                                         |                                          |                                          |                                             |                                             |                                             |                                             |                                             |                                             |                                            |                                            |                                            |                                            |                                            |                                            |                                                |                                                |                                                |                                                |                                                                   |                                                                   |                                                                   |                                                                   |                                                                   |                                                                   |                                             |                                             |                                                                           |                                                                           |                                                                           |                                                                           |                                                                           |                                                                           |                                        |                                        |                                        |                                        |                                       |                                       |                                       |                                       |                    |                    |                                                         |                                                         |                                                         |                                                         |                                                         |                                                         |  |  |                                          |                                          |                                          |                                          |                                          |                                          |                                         |                                         |                          |                          |                          |                          |                          |                          |  |  |                                               |                                               |                                               |                                               |                                               |                                               |  |  |                                                           |                                                           |                                                           |                                                           |                                                           |                                                           |  |  |                                   |                                   |                                   |                                   |                                   |                                   |  |  |                                          |                                          |                                          |                                          |                                          |                                          |  |  |                                                                             |                                                                             |                                                                             |                                                                             |                                                                             |                                                                             |  |  |  |  |  |  |  |  |  |  |  |  |  |  |  |  |  |  |  |  |  |  |  |  |  |  |  |  |  |  |  |  |  |  |  |  |  |  |  |  |  |  |  |  |  |  |  |  |  |  |  |  |  |  |  |  |  |  |
|                                                         |                                                         |                                                         |                                                         | Andrej (1325-1399) duca di Pskov e Polack               | Andrej (1325-1399) duca di Pskov e Polack               | Andrej (1325-1399) duca di Pskov e Polack | Andrej (1325-1399) duca di Pskov e Polack | Andrej (1325-1399) duca di Pskov e Polack | Andrej (1325-1399) duca di Pskov e Polack |                                         |                                         | Demetrio (1327-1399) duca di Brjansk    | Demetrio (1327-1399) duca di Brjansk    | Demetrio (1327-1399) duca di Brjansk     | Demetrio (1327-1399) duca di Brjansk     | Demetrio (1327-1399) duca di Brjansk        | Demetrio (1327-1399) duca di Brjansk        |                                             |                                             | Costantino di Czartorysk (1330-1390 circa)  | Costantino di Czartorysk (1330-1390 circa)  | Costantino di Czartorysk (1330-1390 circa) | Costantino di Czartorysk (1330-1390 circa) | Costantino di Czartorysk (1330-1390 circa) | Costantino di Czartorysk (1330-1390 circa) |                                            |                                            | Vladimiro (?-1398) principe di Kiev e di Sluck | Vladimiro (?-1398) principe di Kiev e di Sluck | Vladimiro (?-1398) principe di Kiev e di Sluck | Vladimiro (?-1398) principe di Kiev e di Sluck | Vladimiro (?-1398) principe di Kiev e di Sluck                    | Vladimiro (?-1398) principe di Kiev e di Sluck                    |                                                                   |                                                                   | Teodoro di Ratno (?-1399) principe di Ratne                       | Teodoro di Ratno (?-1399) principe di Ratne                       | Teodoro di Ratno (?-1399) principe di Ratne | Teodoro di Ratno (?-1399) principe di Ratne | Teodoro di Ratno (?-1399) principe di Ratne                               | Teodoro di Ratno (?-1399) principe di Ratne                               |                                                                           |                                                                           | Teodora (?-1393) Svjatoslav di Karačev                                    | Teodora (?-1393) Svjatoslav di Karačev                                    | Teodora (?-1393) Svjatoslav di Karačev | Teodora (?-1393) Svjatoslav di Karačev | Teodora (?-1393) Svjatoslav di Karačev | Teodora (?-1393) Svjatoslav di Karačev | ♀ Ivan di Novosil'                    | ♀ Ivan di Novosil'                    | ♀ Ivan di Novosil'                    | ♀ Ivan di Novosil'                    | ♀ Ivan di Novosil' | ♀ Ivan di Novosil' | Agrafena (1354-?) Boris di Suzdal'                      | Agrafena (1354-?) Boris di Suzdal'                      | Agrafena (1354-?) Boris di Suzdal'                      | Agrafena (1354-?) Boris di Suzdal'                      | Agrafena (1354-?) Boris di Suzdal'                      | Agrafena (1354-?) Boris di Suzdal'                      |  |  |                                          |                                          |                                          |                                          |                                          |                                          |                                         |                                         |                          |                          |                          |                          |                          |                          |  |  |                                               |                                               |                                               |                                               |                                               |                                               |  |  |                                                           |                                                           |                                                           |                                                           |                                                           |                                                           |  |  |                                   |                                   |                                   |                                   |                                   |                                   |  |  |                                          |                                          |                                          |                                          |                                          |                                          |  |  |                                                                             |                                                                             |                                                                             |                                                                             |                                                                             |                                                                             |  |  |  |  |  |  |  |  |  |  |  |  |  |  |  |  |  |  |  |  |  |  |  |  |  |  |  |  |  |  |  |  |  |  |  |  |  |  |  |  |  |  |  |  |  |  |  |  |  |  |  |  |  |  |  |  |  |  |
|                                                         |                                                         |                                                         |                                                         | Andrej (1325-1399) duca di Pskov e Polack               | Andrej (1325-1399) duca di Pskov e Polack               | Andrej (1325-1399) duca di Pskov e Polack | Andrej (1325-1399) duca di Pskov e Polack | Andrej (1325-1399) duca di Pskov e Polack | Andrej (1325-1399) duca di Pskov e Polack |                                         |                                         | Demetrio (1327-1399) duca di Brjansk    | Demetrio (1327-1399) duca di Brjansk    | Demetrio (1327-1399) duca di Brjansk     | Demetrio (1327-1399) duca di Brjansk     | Demetrio (1327-1399) duca di Brjansk        | Demetrio (1327-1399) duca di Brjansk        |                                             |                                             | Costantino di Czartorysk (1330-1390 circa)  | Costantino di Czartorysk (1330-1390 circa)  | Costantino di Czartorysk (1330-1390 circa) | Costantino di Czartorysk (1330-1390 circa) | Costantino di Czartorysk (1330-1390 circa) | Costantino di Czartorysk (1330-1390 circa) |                                            |                                            | Vladimiro (?-1398) principe di Kiev e di Sluck | Vladimiro (?-1398) principe di Kiev e di Sluck | Vladimiro (?-1398) principe di Kiev e di Sluck | Vladimiro (?-1398) principe di Kiev e di Sluck | Vladimiro (?-1398) principe di Kiev e di Sluck                    | Vladimiro (?-1398) principe di Kiev e di Sluck                    |                                                                   |                                                                   | Teodoro di Ratno (?-1399) principe di Ratne                       | Teodoro di Ratno (?-1399) principe di Ratne                       | Teodoro di Ratno (?-1399) principe di Ratne | Teodoro di Ratno (?-1399) principe di Ratne | Teodoro di Ratno (?-1399) principe di Ratne                               | Teodoro di Ratno (?-1399) principe di Ratne                               |                                                                           |                                                                           | Teodora (?-1393) Svjatoslav di Karačev                                    | Teodora (?-1393) Svjatoslav di Karačev                                    | Teodora (?-1393) Svjatoslav di Karačev | Teodora (?-1393) Svjatoslav di Karačev | Teodora (?-1393) Svjatoslav di Karačev | Teodora (?-1393) Svjatoslav di Karačev | ♀ Ivan di Novosil'                    | ♀ Ivan di Novosil'                    | ♀ Ivan di Novosil'                    | ♀ Ivan di Novosil'                    | ♀ Ivan di Novosil' | ♀ Ivan di Novosil' | Agrafena (1354-?) Boris di Suzdal'                      | Agrafena (1354-?) Boris di Suzdal'                      | Agrafena (1354-?) Boris di Suzdal'                      | Agrafena (1354-?) Boris di Suzdal'                      | Agrafena (1354-?) Boris di Suzdal'                      | Agrafena (1354-?) Boris di Suzdal'                      |  |  |                                          |                                          |                                          |                                          |                                          |                                          |                                         |                                         |                          |                          |                          |                          |                          |                          |  |  |                                               |                                               |                                               |                                               |                                               |                                               |  |  |                                                           |                                                           |                                                           |                                                           |                                                           |                                                           |  |  |                                   |                                   |                                   |                                   |                                   |                                   |  |  |                                          |                                          |                                          |                                          |                                          |                                          |  |  |                                                                             |                                                                             |                                                                             |                                                                             |                                                                             |                                                                             |  |  |  |  |  |  |  |  |  |  |  |  |  |  |  |  |  |  |  |  |  |  |  |  |  |  |  |  |  |  |  |  |  |  |  |  |  |  |  |  |  |  |  |  |  |  |  |  |  |  |  |  |  |  |  |  |  |  |
|                                                         |                                                         |                                                         |                                                         |                                                         |                                                         |                                           |                                           |                                           |                                           |                                         |                                         | capostipite dei Trubeckoj               | capostipite dei Trubeckoj               | capostipite dei Trubeckoj                | capostipite dei Trubeckoj                | capostipite dei Trubeckoj                   | capostipite dei Trubeckoj                   |                                             |                                             | cap. dei Czartoryski                        | cap. dei Czartoryski                        | cap. dei Czartoryski                       | cap. dei Czartoryski                       | cap. dei Czartoryski                       | cap. dei Czartoryski                       |                                            |                                            | cap. dei Belskij e degli Olelkovič             | cap. dei Belskij e degli Olelkovič             | cap. dei Belskij e degli Olelkovič             | cap. dei Belskij e degli Olelkovič             | cap. dei Belskij e degli Olelkovič                                | cap. dei Belskij e degli Olelkovič                                |                                                                   |                                                                   | cap. dei Kobrinskij                                               | cap. dei Kobrinskij                                               | cap. dei Kobrinskij                         | cap. dei Kobrinskij                         | cap. dei Kobrinskij                                                       | cap. dei Kobrinskij                                                       |                                                                           |                                                                           |                                                                           |                                                                           |                                        |                                        |                                        |                                        |                                       |                                       |                                       |                                       |                    |                    |                                                         |                                                         |                                                         |                                                         |                                                         |                                                         |  |  |                                          |                                          |                                          |                                          |                                          |                                          |                                         |                                         |                          |                          |                          |                          |                          |                          |  |  |                                               |                                               |                                               |                                               |                                               |                                               |  |  |                                                           |                                                           |                                                           |                                                           |                                                           |                                                           |  |  |                                   |                                   |                                   |                                   |                                   |                                   |  |  |                                          |                                          |                                          |                                          |                                          |                                          |  |  |                                                                             |                                                                             |                                                                             |                                                                             |                                                                             |                                                                             |  |  |  |  |  |  |  |  |  |  |  |  |  |  |  |  |  |  |  |  |  |  |  |  |  |  |  |  |  |  |  |  |  |  |  |  |  |  |  |  |  |  |  |  |  |  |  |  |  |  |  |  |  |  |  |  |  |  |
|                                                         |                                                         |                                                         |                                                         |                                                         |                                                         |                                           |                                           |                                           |                                           |                                         |                                         | capostipite dei Trubeckoj               | capostipite dei Trubeckoj               | capostipite dei Trubeckoj                | capostipite dei Trubeckoj                | capostipite dei Trubeckoj                   | capostipite dei Trubeckoj                   |                                             |                                             | cap. dei Czartoryski                        | cap. dei Czartoryski                        | cap. dei Czartoryski                       | cap. dei Czartoryski                       | cap. dei Czartoryski                       | cap. dei Czartoryski                       |                                            |                                            | cap. dei Belskij e degli Olelkovič             | cap. dei Belskij e degli Olelkovič             | cap. dei Belskij e degli Olelkovič             | cap. dei Belskij e degli Olelkovič             | cap. dei Belskij e degli Olelkovič                                | cap. dei Belskij e degli Olelkovič                                |                                                                   |                                                                   | cap. dei Kobrinskij                                               | cap. dei Kobrinskij                                               | cap. dei Kobrinskij                         | cap. dei Kobrinskij                         | cap. dei Kobrinskij                                                       | cap. dei Kobrinskij                                                       |                                                                           |                                                                           |                                                                           |                                                                           |                                        |                                        |                                        |                                        |                                       |                                       |                                       |                                       |                    |                    |                                                         |                                                         |                                                         |                                                         |                                                         |                                                         |  |  |                                          |                                          |                                          |                                          |                                          |                                          |                                         |                                         |                          |                          |                          |                          |                          |                          |  |  |                                               |                                               |                                               |                                               |                                               |                                               |  |  |                                                           |                                                           |                                                           |                                                           |                                                           |                                                           |  |  |                                   |                                   |                                   |                                   |                                   |                                   |  |  |                                          |                                          |                                          |                                          |                                          |                                          |  |  |                                                                             |                                                                             |                                                                             |                                                                             |                                                                             |                                                                             |  |  |  |  |  |  |  |  |  |  |  |  |  |  |  |  |  |  |  |  |  |  |  |  |  |  |  |  |  |  |  |  |  |  |  |  |  |  |  |  |  |  |  |  |  |  |  |  |  |  |  |  |  |  |  |  |  |  |
|                                                         |                                                         |                                                         |                                                         |                                                         |                                                         |                                           |                                           |                                           |                                           |                                         |                                         |                                         |                                         |                                          |                                          |                                             |                                             |                                             |                                             |                                             |                                             |                                            |                                            |                                            |                                            |                                            |                                            |                                                |                                                |                                                |                                                |                                                                   |                                                                   |                                                                   |                                                                   |                                                                   |                                                                   |                                             |                                             |                                                                           |                                                                           |                                                                           |                                                                           |                                                                           |                                                                           |                                        |                                        |                                        |                                        |                                       |                                       |                                       |                                       |                    |                    |                                                         |                                                         |                                                         |                                                         |                                                         |                                                         |  |  |                                          |                                          |                                          |                                          |                                          |                                          |                                         |                                         |                          |                          |                          |                          |                          |                          |  |  |                                               |                                               |                                               |                                               |                                               |                                               |  |  |                                                           |                                                           |                                                           |                                                           |                                                           |                                                           |  |  |                                   |                                   |                                   |                                   |                                   |                                   |  |  |                                          |                                          |                                          |                                          |                                          |                                          |  |  |                                                                             |                                                                             |                                                                             |                                                                             |                                                                             |                                                                             |  |  |  |  |  |  |  |  |  |  |  |  |  |  |  |  |  |  |  |  |  |  |  |  |  |  |  |  |  |  |  |  |  |  |  |  |  |  |  |  |  |  |  |  |  |  |  |  |  |  |  |  |  |  |  |  |  |  |
| Jogaila (1352-1434) granduca di Lituania; re di Polonia | Jogaila (1352-1434) granduca di Lituania; re di Polonia | Jogaila (1352-1434) granduca di Lituania; re di Polonia | Jogaila (1352-1434) granduca di Lituania; re di Polonia | Jogaila (1352-1434) granduca di Lituania; re di Polonia | Jogaila (1352-1434) granduca di Lituania; re di Polonia |                                           |                                           | Kenna (?-1367) Casimiro IV di Pomerania   | Kenna (?-1367) Casimiro IV di Pomerania   | Kenna (?-1367) Casimiro IV di Pomerania | Kenna (?-1367) Casimiro IV di Pomerania | Kenna (?-1367) Casimiro IV di Pomerania | Kenna (?-1367) Casimiro IV di Pomerania |                                          |                                          | Eufrosinja (?-1405/1406) Oleg II di Rjazan' | Eufrosinja (?-1405/1406) Oleg II di Rjazan' | Eufrosinja (?-1405/1406) Oleg II di Rjazan' | Eufrosinja (?-1405/1406) Oleg II di Rjazan' | Eufrosinja (?-1405/1406) Oleg II di Rjazan' | Eufrosinja (?-1405/1406) Oleg II di Rjazan' |                                            |                                            | Skirgaila (1354 circa-1397) duca di Polack | Skirgaila (1354 circa-1397) duca di Polack | Skirgaila (1354 circa-1397) duca di Polack | Skirgaila (1354 circa-1397) duca di Polack | Skirgaila (1354 circa-1397) duca di Polack     | Skirgaila (1354 circa-1397) duca di Polack     |                                                |                                                | Kaributas (dopo il 1350-dopo il 1404) duca di Novhorod-Sivers'kyj | Kaributas (dopo il 1350-dopo il 1404) duca di Novhorod-Sivers'kyj | Kaributas (dopo il 1350-dopo il 1404) duca di Novhorod-Sivers'kyj | Kaributas (dopo il 1350-dopo il 1404) duca di Novhorod-Sivers'kyj | Kaributas (dopo il 1350-dopo il 1404) duca di Novhorod-Sivers'kyj | Kaributas (dopo il 1350-dopo il 1404) duca di Novhorod-Sivers'kyj |                                             |                                             | Lengvenis (1355-1431) principe di Mstislavl, reggente di Velikij Novgorod | Lengvenis (1355-1431) principe di Mstislavl, reggente di Velikij Novgorod | Lengvenis (1355-1431) principe di Mstislavl, reggente di Velikij Novgorod | Lengvenis (1355-1431) principe di Mstislavl, reggente di Velikij Novgorod | Lengvenis (1355-1431) principe di Mstislavl, reggente di Velikij Novgorod | Lengvenis (1355-1431) principe di Mstislavl, reggente di Velikij Novgorod |                                        |                                        | Elena (?-1437) Vladimiro il Temerario  | Elena (?-1437) Vladimiro il Temerario  | Elena (?-1437) Vladimiro il Temerario | Elena (?-1437) Vladimiro il Temerario | Elena (?-1437) Vladimiro il Temerario | Elena (?-1437) Vladimiro il Temerario |                    |                    | Marija (dopo il 1350-?) Vaidila e poi Davide di Gorodec | Marija (dopo il 1350-?) Vaidila e poi Davide di Gorodec | Marija (dopo il 1350-?) Vaidila e poi Davide di Gorodec | Marija (dopo il 1350-?) Vaidila e poi Davide di Gorodec | Marija (dopo il 1350-?) Vaidila e poi Davide di Gorodec | Marija (dopo il 1350-?) Vaidila e poi Davide di Gorodec |  |  | Karigaila (?-1390) principe di Mstislavl | Karigaila (?-1390) principe di Mstislavl | Karigaila (?-1390) principe di Mstislavl | Karigaila (?-1390) principe di Mstislavl | Karigaila (?-1390) principe di Mstislavl | Karigaila (?-1390) principe di Mstislavl |                                         |                                         | Minigaila (?-1382 circa) | Minigaila (?-1382 circa) | Minigaila (?-1382 circa) | Minigaila (?-1382 circa) | Minigaila (?-1382 circa) | Minigaila (?-1382 circa) |  |  | Alessandra (1370-1434) Siemowit IV di Masovia | Alessandra (1370-1434) Siemowit IV di Masovia | Alessandra (1370-1434) Siemowit IV di Masovia | Alessandra (1370-1434) Siemowit IV di Masovia | Alessandra (1370-1434) Siemowit IV di Masovia | Alessandra (1370-1434) Siemowit IV di Masovia |  |  | Wilheida o Kotryna (?-1422 circa) Giovanni II di Schwerin | Wilheida o Kotryna (?-1422 circa) Giovanni II di Schwerin | Wilheida o Kotryna (?-1422 circa) Giovanni II di Schwerin | Wilheida o Kotryna (?-1422 circa) Giovanni II di Schwerin | Wilheida o Kotryna (?-1422 circa) Giovanni II di Schwerin | Wilheida o Kotryna (?-1422 circa) Giovanni II di Schwerin |  |  | Vygantas (?-1392) duca di Kernavė | Vygantas (?-1392) duca di Kernavė | Vygantas (?-1392) duca di Kernavė | Vygantas (?-1392) duca di Kernavė | Vygantas (?-1392) duca di Kernavė | Vygantas (?-1392) duca di Kernavė |  |  | Edvige (?-1407) Giovanni III di Oświęcim | Edvige (?-1407) Giovanni III di Oświęcim | Edvige (?-1407) Giovanni III di Oświęcim | Edvige (?-1407) Giovanni III di Oświęcim | Edvige (?-1407) Giovanni III di Oświęcim | Edvige (?-1407) Giovanni III di Oświęcim |  |  | Švitrigaila (1373 circa-1452) granduca di Lituania e principe della Volinia | Švitrigaila (1373 circa-1452) granduca di Lituania e principe della Volinia | Švitrigaila (1373 circa-1452) granduca di Lituania e principe della Volinia | Švitrigaila (1373 circa-1452) granduca di Lituania e principe della Volinia | Švitrigaila (1373 circa-1452) granduca di Lituania e principe della Volinia | Švitrigaila (1373 circa-1452) granduca di Lituania e principe della Volinia |  |  |  |  |  |  |  |  |  |  |  |  |  |  |  |  |  |  |  |  |  |  |  |  |  |  |  |  |  |  |  |  |  |  |  |  |  |  |  |  |  |  |  |  |  |  |  |  |  |  |  |  |  |  |  |  |  |  |
| Jogaila (1352-1434) granduca di Lituania; re di Polonia | Jogaila (1352-1434) granduca di Lituania; re di Polonia | Jogaila (1352-1434) granduca di Lituania; re di Polonia | Jogaila (1352-1434) granduca di Lituania; re di Polonia | Jogaila (1352-1434) granduca di Lituania; re di Polonia | Jogaila (1352-1434) granduca di Lituania; re di Polonia |                                           |                                           | Kenna (?-1367) Casimiro IV di Pomerania   | Kenna (?-1367) Casimiro IV di Pomerania   | Kenna (?-1367) Casimiro IV di Pomerania | Kenna (?-1367) Casimiro IV di Pomerania | Kenna (?-1367) Casimiro IV di Pomerania | Kenna (?-1367) Casimiro IV di Pomerania |                                          |                                          | Eufrosinja (?-1405/1406) Oleg II di Rjazan' | Eufrosinja (?-1405/1406) Oleg II di Rjazan' | Eufrosinja (?-1405/1406) Oleg II di Rjazan' | Eufrosinja (?-1405/1406) Oleg II di Rjazan' | Eufrosinja (?-1405/1406) Oleg II di Rjazan' | Eufrosinja (?-1405/1406) Oleg II di Rjazan' |                                            |                                            | Skirgaila (1354 circa-1397) duca di Polack | Skirgaila (1354 circa-1397) duca di Polack | Skirgaila (1354 circa-1397) duca di Polack | Skirgaila (1354 circa-1397) duca di Polack | Skirgaila (1354 circa-1397) duca di Polack     | Skirgaila (1354 circa-1397) duca di Polack     |                                                |                                                | Kaributas (dopo il 1350-dopo il 1404) duca di Novhorod-Sivers'kyj | Kaributas (dopo il 1350-dopo il 1404) duca di Novhorod-Sivers'kyj | Kaributas (dopo il 1350-dopo il 1404) duca di Novhorod-Sivers'kyj | Kaributas (dopo il 1350-dopo il 1404) duca di Novhorod-Sivers'kyj | Kaributas (dopo il 1350-dopo il 1404) duca di Novhorod-Sivers'kyj | Kaributas (dopo il 1350-dopo il 1404) duca di Novhorod-Sivers'kyj |                                             |                                             | Lengvenis (1355-1431) principe di Mstislavl, reggente di Velikij Novgorod | Lengvenis (1355-1431) principe di Mstislavl, reggente di Velikij Novgorod | Lengvenis (1355-1431) principe di Mstislavl, reggente di Velikij Novgorod | Lengvenis (1355-1431) principe di Mstislavl, reggente di Velikij Novgorod | Lengvenis (1355-1431) principe di Mstislavl, reggente di Velikij Novgorod | Lengvenis (1355-1431) principe di Mstislavl, reggente di Velikij Novgorod |                                        |                                        | Elena (?-1437) Vladimiro il Temerario  | Elena (?-1437) Vladimiro il Temerario  | Elena (?-1437) Vladimiro il Temerario | Elena (?-1437) Vladimiro il Temerario | Elena (?-1437) Vladimiro il Temerario | Elena (?-1437) Vladimiro il Temerario |                    |                    | Marija (dopo il 1350-?) Vaidila e poi Davide di Gorodec | Marija (dopo il 1350-?) Vaidila e poi Davide di Gorodec | Marija (dopo il 1350-?) Vaidila e poi Davide di Gorodec | Marija (dopo il 1350-?) Vaidila e poi Davide di Gorodec | Marija (dopo il 1350-?) Vaidila e poi Davide di Gorodec | Marija (dopo il 1350-?) Vaidila e poi Davide di Gorodec |  |  | Karigaila (?-1390) principe di Mstislavl | Karigaila (?-1390) principe di Mstislavl | Karigaila (?-1390) principe di Mstislavl | Karigaila (?-1390) principe di Mstislavl | Karigaila (?-1390) principe di Mstislavl | Karigaila (?-1390) principe di Mstislavl |                                         |                                         | Minigaila (?-1382 circa) | Minigaila (?-1382 circa) | Minigaila (?-1382 circa) | Minigaila (?-1382 circa) | Minigaila (?-1382 circa) | Minigaila (?-1382 circa) |  |  | Alessandra (1370-1434) Siemowit IV di Masovia | Alessandra (1370-1434) Siemowit IV di Masovia | Alessandra (1370-1434) Siemowit IV di Masovia | Alessandra (1370-1434) Siemowit IV di Masovia | Alessandra (1370-1434) Siemowit IV di Masovia | Alessandra (1370-1434) Siemowit IV di Masovia |  |  | Wilheida o Kotryna (?-1422 circa) Giovanni II di Schwerin | Wilheida o Kotryna (?-1422 circa) Giovanni II di Schwerin | Wilheida o Kotryna (?-1422 circa) Giovanni II di Schwerin | Wilheida o Kotryna (?-1422 circa) Giovanni II di Schwerin | Wilheida o Kotryna (?-1422 circa) Giovanni II di Schwerin | Wilheida o Kotryna (?-1422 circa) Giovanni II di Schwerin |  |  | Vygantas (?-1392) duca di Kernavė | Vygantas (?-1392) duca di Kernavė | Vygantas (?-1392) duca di Kernavė | Vygantas (?-1392) duca di Kernavė | Vygantas (?-1392) duca di Kernavė | Vygantas (?-1392) duca di Kernavė |  |  | Edvige (?-1407) Giovanni III di Oświęcim | Edvige (?-1407) Giovanni III di Oświęcim | Edvige (?-1407) Giovanni III di Oświęcim | Edvige (?-1407) Giovanni III di Oświęcim | Edvige (?-1407) Giovanni III di Oświęcim | Edvige (?-1407) Giovanni III di Oświęcim |  |  | Švitrigaila (1373 circa-1452) granduca di Lituania e principe della Volinia | Švitrigaila (1373 circa-1452) granduca di Lituania e principe della Volinia | Švitrigaila (1373 circa-1452) granduca di Lituania e principe della Volinia | Švitrigaila (1373 circa-1452) granduca di Lituania e principe della Volinia | Švitrigaila (1373 circa-1452) granduca di Lituania e principe della Volinia | Švitrigaila (1373 circa-1452) granduca di Lituania e principe della Volinia |  |  |  |  |  |  |  |  |  |  |  |  |  |  |  |  |  |  |  |  |  |  |  |  |  |  |  |  |  |  |  |  |  |  |  |  |  |  |  |  |  |  |  |  |  |  |  |  |  |  |  |  |  |  |  |  |  |  |
| cap. degli Jagelloni                                    | cap. degli Jagelloni                                    | cap. degli Jagelloni                                    | cap. degli Jagelloni                                    | cap. degli Jagelloni                                    | cap. degli Jagelloni                                    |                                           |                                           |                                           |                                           |                                         |                                         |                                         |                                         |                                          |                                          |                                             |                                             |                                             |                                             |                                             |                                             |                                            |                                            |                                            |                                            |                                            |                                            |                                                |                                                |                                                |                                                |                                                                   |                                                                   |                                                                   |                                                                   |                                                                   |                                                                   |                                             |                                             |                                                                           |                                                                           |                                                                           |                                                                           |                                                                           |                                                                           |                                        |                                        |                                        |                                        |                                       |                                       |                                       |                                       |                    |                    |                                                         |                                                         |                                                         |                                                         |                                                         |                                                         |  |  |                                          |                                          |                                          |                                          |                                          |                                          |                                         |                                         |                          |                          |                          |                          |                          |                          |  |  | nonna materna di Federico III d'Asburgo       | nonna materna di Federico III d'Asburgo       | nonna materna di Federico III d'Asburgo       | nonna materna di Federico III d'Asburgo       | nonna materna di Federico III d'Asburgo       | nonna materna di Federico III d'Asburgo       |  |  |                                                           |                                                           |                                                           |                                                           |                                                           |                                                           |  |  |                                   |                                   |                                   |                                   |                                   |                                   |  |  |                                          |                                          |                                          |                                          |                                          |                                          |  |  |                                                                             |                                                                             |                                                                             |                                                                             |                                                                             |                                                                             |  |  |  |  |  |  |  |  |  |  |  |  |  |  |  |  |  |  |  |  |  |  |  |  |  |  |  |  |  |  |  |  |  |  |  |  |  |  |  |  |  |  |  |  |  |  |  |  |  |  |  |  |  |  |  |  |  |  |

## Rilevanza storica

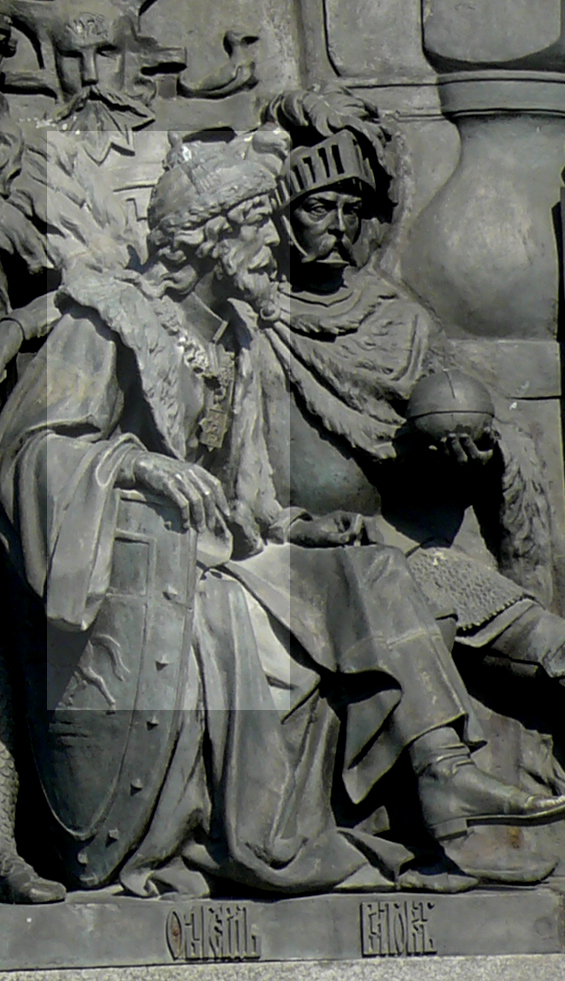
Algirdas (a sinistra) e suo nipote Vitoldo il Grande (a destra) sul monumento del Millennio della Russia a Velikij Novgorod

Se si vuole riassumere in estrema sintesi come Algirdas amministrò il Granducato, bisognerebbe dire che egli fu «un personaggio energico, sempre in sella a un cavallo, assorto nelle campagne belliche e costantemente impegnato nella gestione di un vasto Stato». Nel momento in cui bisognava compiere scelte passando per le armi o per la diplomazia, il granduca spesso preferì la prima soluzione. Da un punto di vista militare, la politica di Algirdas riuscì nell'impresa di compattare maggiormente le varie etnie del Granducato, in quanto congiunse le forze lituane e rutene nelle lotte contro i nemici situati a ovest. Nonostante su quest'ultimo fronte le lotte proseguirono con alterna fortuna, i maggiori successi si celebrarono con riguardo alle battaglie vinte a scapito dell'Orda d'Oro.
L'espansione dei confini della Lituania fu un ulteriore lascito del sovrano, considerando che nel 1377 il Granducato misurava con sicurezza almeno 640000 km², una superficie più vasta di quella delle moderne Ucraina e Somalia. Con riferimento alla demografia, lo studioso Algirdas Budreckis ha stimato un aumento degli abitanti da 700 000 nel 1341 a 1 400 000 nel 1377; mentre nel 1341 i lituani erano 370 000 (53% della popolazione totale), alla morte di Algirdas il numero era salito a 420 000 (30% della popolazione totale, un calo percentuale che si spiega per via delle espansioni verso terre non abitate da lituani). Si ritiene che due fattori abbiano contribuito al percorso di ascesa, ovvero la straordinaria sagacia politica di Algirdas e la devozione, durata una vita, del fratello Kęstutis. Un altro merito che gli va riconosciuto riguarda la capacità di aver preservato il ruolo di granduca per un lungo lasso di tempo in maniera incontestata, mentre invece già qualche anno dopo la sua morte esplosero delle lotte tra Kęstutis e il figlio di Algirdas, Jogaila.
D'altra parte, Zigmantas Kiaupa ricorda comunque che le condizioni della Lituania erano profondamente diverse tra il momento dell'insediamento di Algirdas e la sua morte. Infatti, se in una prima fase la Lituania seppe approfittare della crisi in cui versavano i crociati e continuò con successo la politica di espansione verso est e verso sud, alla metà degli anni settanta del Trecento sperimentava grandi difficoltà dovute alle martellanti aggressioni dei cristiani e alla forza che la Moscovia stava acquisendo, uscita tutto sommato vincitrice dalla guerra del 1368-1372. Claudio Carpini ritiene che Algirdas «si dimostrò un politico consumato», in quanto oltre a compiere delle promesse di conversione strinse rapporti diplomatici tramite dei matrimoni con altre grandi potenze europee, come nel caso della Polonia. Malgrado queste iniziative, restò irrisolto il problema dell'isolamento politico del Granducato, trovatosi a dover combattere da solo i suoi numerosi nemici e a gestire con grande affanno i vari fronti di guerra. Al di là di ogni discettazione sul governo del granduca in esame, resta il fatto che Algirdas consolidò il potere della dinastia dei Gediminidi, con il ramo cadetto degli Jagelloni, il cui capostipite fu proprio suo figlio Jogaila, che riuscì in futuro a ricoprire posizioni politiche di spicco nella Polonia, nell'Ungheria e nella Boemia.

## Influenza culturale

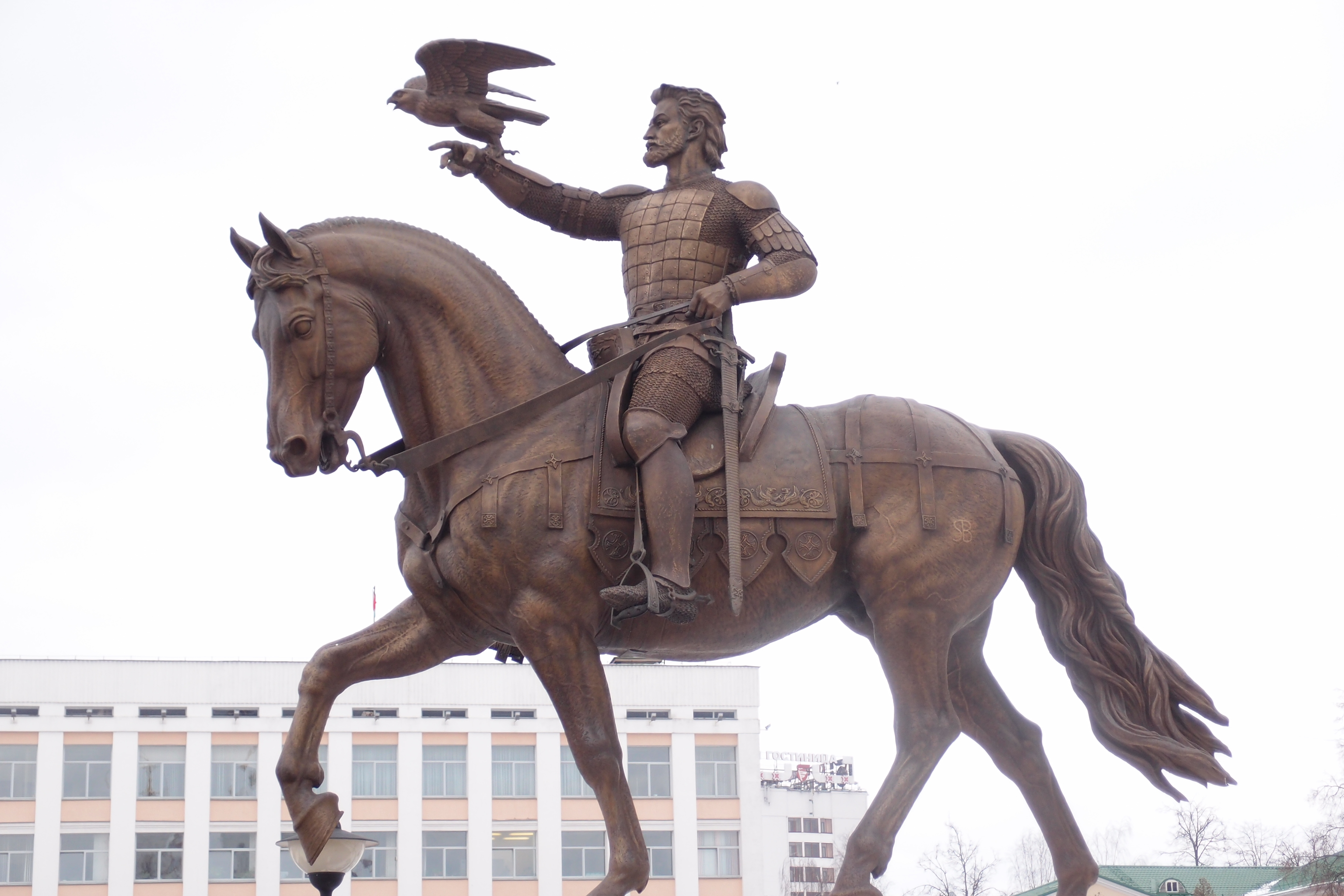
Statua equestre di Algirdas a Vicebsk, in Bielorussia

Inevitabilmente, una grossa fetta dell'eredità storico-culturale di Algirdas resiste in maniera evidente nella sua patria. Tra i monumenti realizzati in suo onore in Lituania si segnala quello nei pressi della fortezza di collina di Maišiagala, un comune situato 28 km a nord-ovest di Vilnius. Le fortezze di collina rappresentano uno dei lasciti militari maggiori della Lituania medievale, che furono erette in modo prolifico, a scopo difensivo, per resistere alle sempre più intense incursioni dei crociati. Ogni anno, all'inizio dell'autunno, si tiene una celebrazione in memoria di Algirdas a Maišiagala in occasione della quale hanno luogo esibizioni musicali, concerti all'aperto e danze tradizionali. Nel 1989, in concomitanza con il 50º anniversario dalla costituzione della contea di Vilnius, fu piantata una quercia e si eresse una grande lapide su cui sono riprodotte le colonne simbolo della famiglia dei Gediminidi. La sua figura è stata riprodotta su francobolli e litas commemorativi e Algirdas è tuttora un nome comune di persona in Lituania.
Algirdas gode altresì di buona fama in Bielorussia, in quanto gli si riconosce il merito di aver unificato tutte le terre bielorusse all'interno di un unico Stato e perché, secondo storici slavi, parte dell'ascesa del Granducato andrebbe riconosciuta anche ai bielorussi. Un grande monumento a lui dedicato è stato eretto a Vicebsk nel 2014, nell'ambito delle celebrazioni per il 1040º anniversario della città. Si deve infatti ricordare che Algirdas fu principe di Vicebsk per oltre un ventennio prima di diventare granduca di Lituania. Inoltre, viene ben considerato pure in Ucraina, dove secondo alcuni studiosi si dimostrò un custode migliore del lascito della Rus' di Kiev rispetto ai moscoviti. Algirdas compare nel monumento al Millenario della Russia realizzato a Novgorod al fianco di suo padre Gediminas e di suo nipote Vitoldo.

## Nella cultura di massa
Algirdas è presente nel videogioco del 2021 Age of Empires II: Definitive Edition - Dawn of the Dukes in una campagna che racconta le sue imprese e quelle di suo fratello Kęstutis.
Nell'espansione di The Witcher 3: Wild Hunt - Hearts of Stone, il protagonista Geralt di Rivia entra in contatto con Olgierd von Everec, un nobile maledetto. Il nome si ispira al granduca lituano Algirdas, ma il riferimento alla famiglia dei Gediminidi appare ancora più evidente quando si scopre che il fratello di Olgierd si chiama Vlodimir (da associare a Vitoldo) e uno dei parenti defunti è Kestatis (da ricondurre a Kęstutis).